# Ligne 7 du métro de Paris
Pour les articles homonymes, voir Ligne 7.
Vous lisez un « article de qualité » labellisé en 2009.  Il fait partie d'un « bon thème ».
La ligne 7 du métro de Paris est une des seize lignes du réseau métropolitain de Paris. Elle traverse la capitale du nord-est au sud-est en suivant un tracé légèrement incurvé, et relie les stations La Courneuve - 8 Mai 1945, au nord-est en Seine-Saint-Denis, à Mairie d'Ivry et Villejuif - Louis Aragon, au sud-est dans le Val-de-Marne, en passant par le centre de Paris.
La ligne a été mise en service à partir de 1910. Elle est l'une des deux lignes du réseau (avec la ligne 13) à disposer d'un embranchement. Celui-ci est d'abord situé au nord, mais il est débranché en 1967 ; la branche de Louis Blanc au Pré-Saint-Gervais est exploitée depuis de façon autonome sous le nom de ligne 7 bis. Depuis 1982, un nouvel embranchement est créé au sud cette fois, en direction du Kremlin-Bicêtre puis de Villejuif, à partir de la station Maison Blanche.
La ligne 7 est la quatrième plus fréquentée du réseau avec 124,63 millions de voyageurs en 2024 (ligne 7 bis incluse). C'est également une des plus longues avec vingt-deux kilomètres et celle comptant le plus grand nombre de stations, ex æquo avec la ligne 8.

Plan de la ligne.

## Histoire

### Chronologie
- 20 avril 1896 : le conseil municipal de Paris adopte le projet de réseau de Fulgence Bienvenüe
- 1898 : projet de desserte radiale nord-est entre la Place du Danube et Palais-Royal
- 5 novembre 1910 : inauguration du premier tronçon, entre Opéra et Porte de la Villette
- 18 janvier 1911 : inauguration du tronçon Louis Blanc - Pré-Saint-Gervais, exploité sous la forme d'un embranchement
- 1er juillet 1916 : prolongement au sud jusqu'à Palais-Royal
- 19 avril 1926 : prolongement au sud jusqu'à Pont Marie
- 15 février 1930 : ouverture de Place Monge jusqu'à Place d'Italie, tronçon exploité pendant un an par la ligne 10
- 7 mars 1930 : prolongement jusqu'à Porte de Choisy pour la ligne 10
- 3 juin 1930 : prolongement au sud jusqu'à Pont Sully
- 26 avril 1931 : traversée de la Seine, raccordement à Place Monge au tronçon déjà construit et exploité par la ligne 10 et prolongement au sud jusqu'à Porte d'Ivry
- 1er mai 1946 : prolongement au sud jusqu'à Mairie d'Ivry
- 3 décembre 1967 : la branche Louis Blanc - Pré-Saint-Gervais est isolée pour constituer une ligne indépendante, la ligne 7 bis
- 3 octobre 1979 : mise en service des premiers MF 77
- 4 octobre 1979 : prolongement au nord jusqu'à Fort d'Aubervilliers
- 10 décembre 1982 : création d'une nouvelle branche au sud, entre Maison Blanche et Le Kremlin-Bicêtre
- 28 février 1985 : prolongement de cette branche au sud jusqu'à Villejuif - Louis Aragon
- 6 mai 1987 : prolongement au nord jusqu'à La Courneuve - 8 Mai 1945
- 11 décembre 2018 : mise en service du premier MF 77 rénové

### Création de la ligne 7

Plan de la ligne à son ouverture le 5 novembre 1910. Sont ouvertes dans les jours suivants les stations Louis Blanc, le 23 novembre, Riquet, le 6 novembre, et Pont de Flandres (aujourd'hui Corentin Cariou), le 11 novembre.

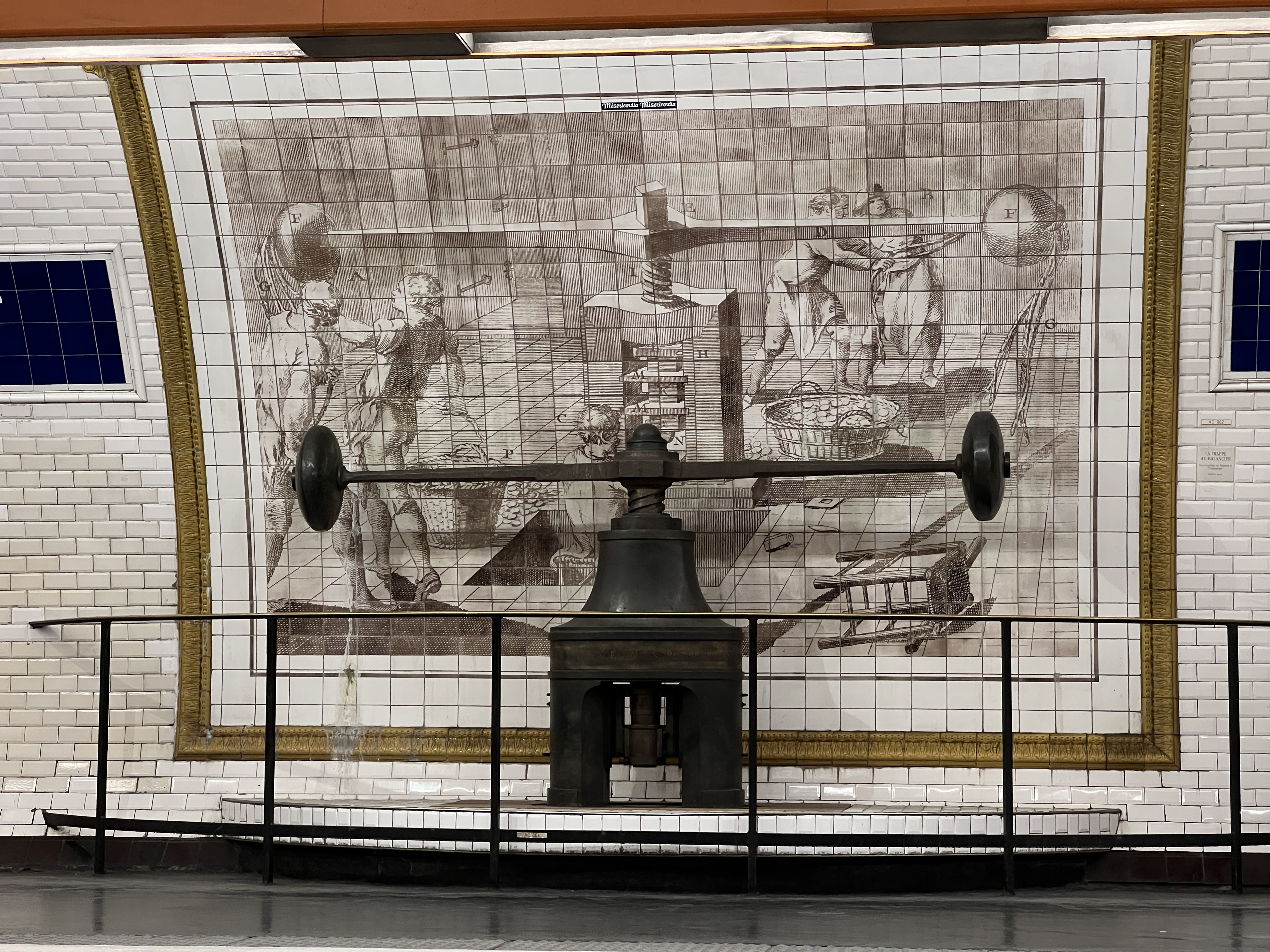
Quai de la station Pont-Neuf, décorée sur le thème de la monnaie.

Le projet initial de 1898 prévoit à titre éventuel une desserte radiale nord-est dite Ligne H entre la Place du Danube et Palais-Royal. Certains ouvrages sont réalisés dès la construction des lignes en correspondance, en particulier l'ouvrage de croisement sous la place de l'Opéra lors de la construction de la ligne 3 en 1903, puis la station double de la gare de l'Est, en 1906 lors de la réalisation de la ligne 5. Le succès des premières lignes pousse rapidement la ville à mettre en chantier les lignes prévues à titre éventuel, dont la ligne H, devenue ligne 7.

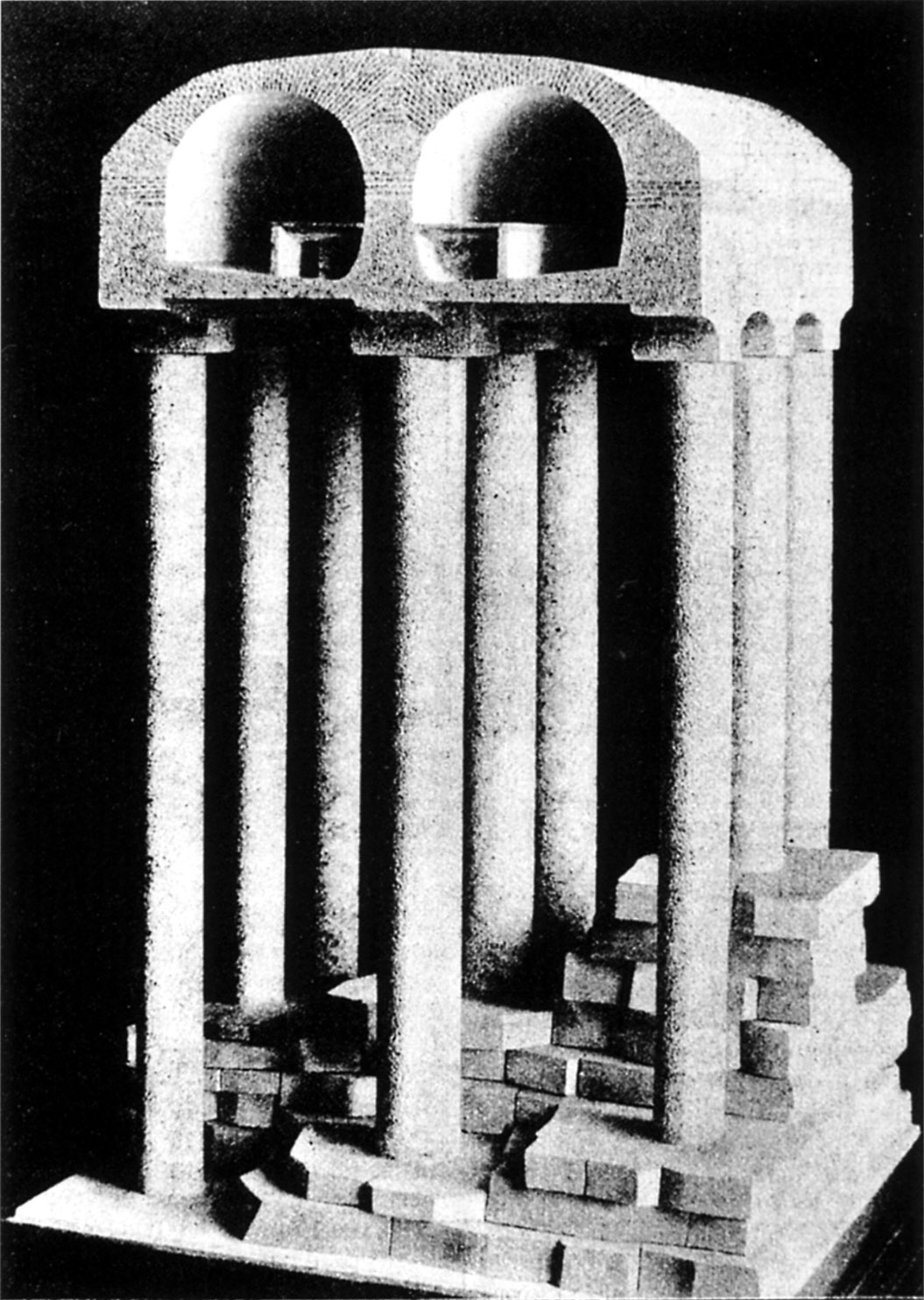
La station souterraine Danube, sur l'embranchement du Pré-Saint-Gervais devenu depuis 1967 la ligne 7 bis, est édifiée sur un viaduc, établi dans d'anciennes carrières de gypse.

En 1905, décision est prise d'adjoindre à la ligne 7 un embranchement, allant de la station Louis Blanc à la porte de la Villette et suivant le tracé de la rue de Flandre. Pour permettre la séparation des flux au niveau de la fourche, la station Louis Blanc est construite sur deux niveaux et avec quatre voies, chaque demi-station accueillant les trains dans une direction. Le terminus prévu sous la place du Danube est également remanié, pour laisser place à une large boucle desservant la place des Fêtes et la porte du Pré-Saint-Gervais.
La construction du tunnel vers les Buttes-Chaumont est rendue très difficile à cause de la nature du terrain et de la présence de nombreuses carrières souterraines de gypse, sommairement remblayées. Le tunnel est parfois édifié sous la forme d'un viaduc souterrain, établi sur des piliers de béton hauts de vingt-cinq mètres, appuyés sur le sol résistant.
Bien que concédé plus tard, le premier tronçon est ouvert d'Opéra à Porte de la Villette le 5 novembre 1910, le même jour que la ligne A du Nord-Sud. Trois stations, non terminées lors de l'ouverture de la ligne sont ouvertes dans le mois qui suit : Riquet le 6 novembre, Pont de Flandres (aujourd'hui Corentin Cariou) le 11 novembre, et  Louis Blanc le 23 novembre.
Le second tronçon est ouvert le 18 janvier 1911 de Louis Blanc à Pré-Saint-Gervais, retardé par les difficultés de construction. Les stations Buttes Chaumont et Place des Fêtes ne sont ouvertes que le 13 février 1912. À la station Boulevard de la Villette où la ligne passe à proximité de la ligne 2, aucune correspondance n'est alors possible avec la station Aubervilliers de cette dernière. Les voyageurs sont contraints de faire tamponner leur billet et de passer par la voirie. Cette situation perdurera jusqu'en 1942, quand un souterrain sera enfin réalisé. L'exploitation se déroule en envoyant des trains du tronçon central alternativement vers chacun des deux terminus, rompant avec l'exploitation traditionnellement en simple navette sur le reste du réseau.

### Prolongement au Palais-Royal
Il est prévu dès la conception de la ligne qu'elle aboutisse au Palais-Royal, afin de donner correspondance à la ligne 1. Une station terminale est prévue selon les premières études sous la place du Carrousel, ce qui permet en outre un prolongement futur vers la rive gauche, à Saint-Germain-des-Prés ou vers le Luxembourg. Mais le refus des Beaux-Arts d'autoriser un passage sous le palais du Louvre, par crainte de l'ébranlement du bâtiment dû au passage des rames, remet en cause le projet. Pendant ce temps, la construction de la ligne est réalisée en décembre 1909 jusqu'à l'avenue de l'Opéra, à la hauteur du carrefour de la rue des Petits-Champs. Il faut donc d'urgence trouver un nouvel itinéraire vers l'est, faute de pouvoir se diriger vers le sud, mais la place du Théâtre-Français est trop exigüe pour permettre l'aménagement d'un terminus. Le réseau complémentaire est alors concédé, prévoyant une extension de la ligne jusqu'à l'Hôtel de ville, puis la Bastille. En première urgence, il est décidé de construire un terminus provisoire place du Palais-Royal, dans l'axe de la rue Saint-Honoré.
L'extension, longue de seulement 650 mètres, est acceptée par la Ville le 23 mars 1912. Les travaux durent plus de deux ans à cause des difficultés de construction de la station terminale. Le tunnel est remis à la Compagnie du chemin de fer métropolitain de Paris (CMP) le 22 décembre 1914, mais celle-ci déclare ne pouvoir exploiter la ligne qu'une fois un tronçon de 120 mètres réalisé au-delà du terminus pour établir un trottoir de manœuvre. La Ville aménage ce nouveau prolongement, ce qui retarde encore l'ouverture d'un an et demi. Le prolongement au sud est finalement ouvert jusqu'à Palais-Royal en pleine Première Guerre mondiale, le 1er juillet 1916, avec un simple revêtement de maçonnerie dans les stations, à cause de la pénurie de carreaux de faïence causée par la guerre.
|  |  |

### Prolongement à Pont Marie

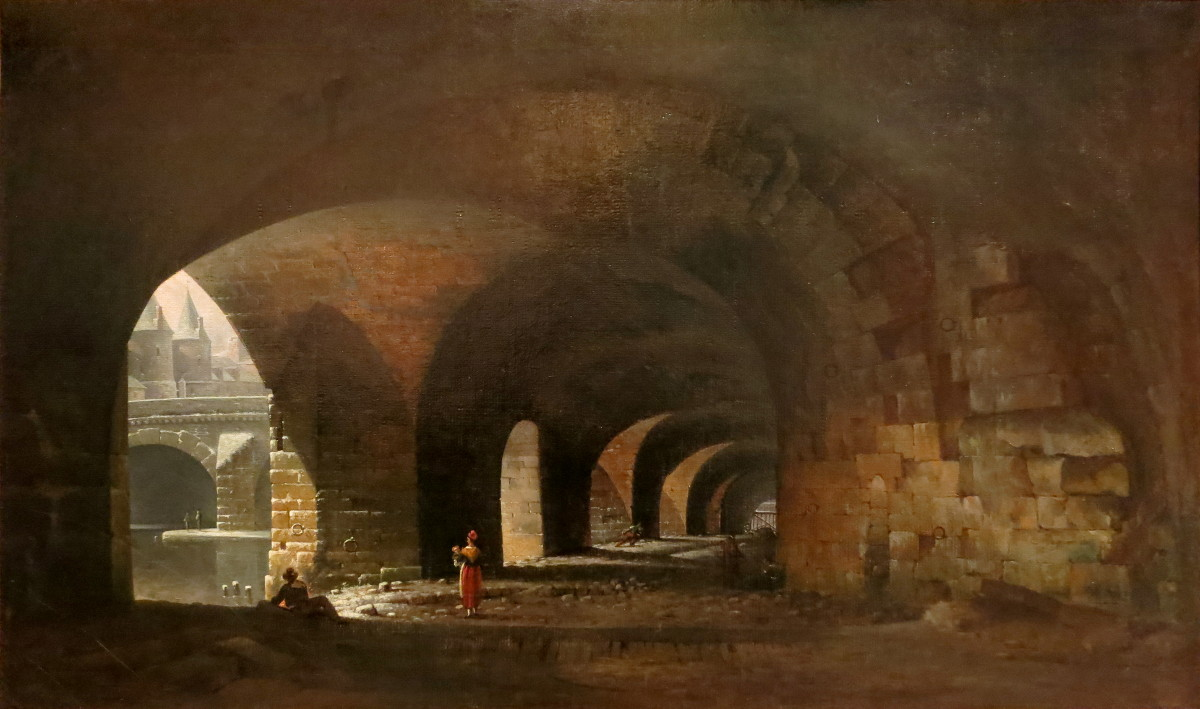
Galerie voûtée des s sur laquelle a été construit le quai de Gesvres (peint par Jacques Auguste Regnier en 1815) ; ce même passage a été réutilisé en 1926-1927 pour la ligne 7.

À la fin de la Première Guerre mondiale, les travaux d'extension vers l'Hôtel de ville et le boulevard Henri-IV sont achevés jusqu'à la rue de Marengo, mais ils ne sont entièrement repris qu'en 1921, s'étendant du Louvre au pont Louis-Philippe. Le tracé, difficile, contourne le Louvre par une série de courbes, puis se place sous les quais de la rive droite de la Seine. Sous le quai de Gesvres, le tunnel a été creusé dans l'ancienne galerie construite au XVIIe siècle pour l'édification du quai et remblayée en 1861. Le prolongement de trois stations, toutes voûtées, jusqu'à la station Pont Marie est ouvert le 16 avril 1926.

### La traversée sous-fluviale

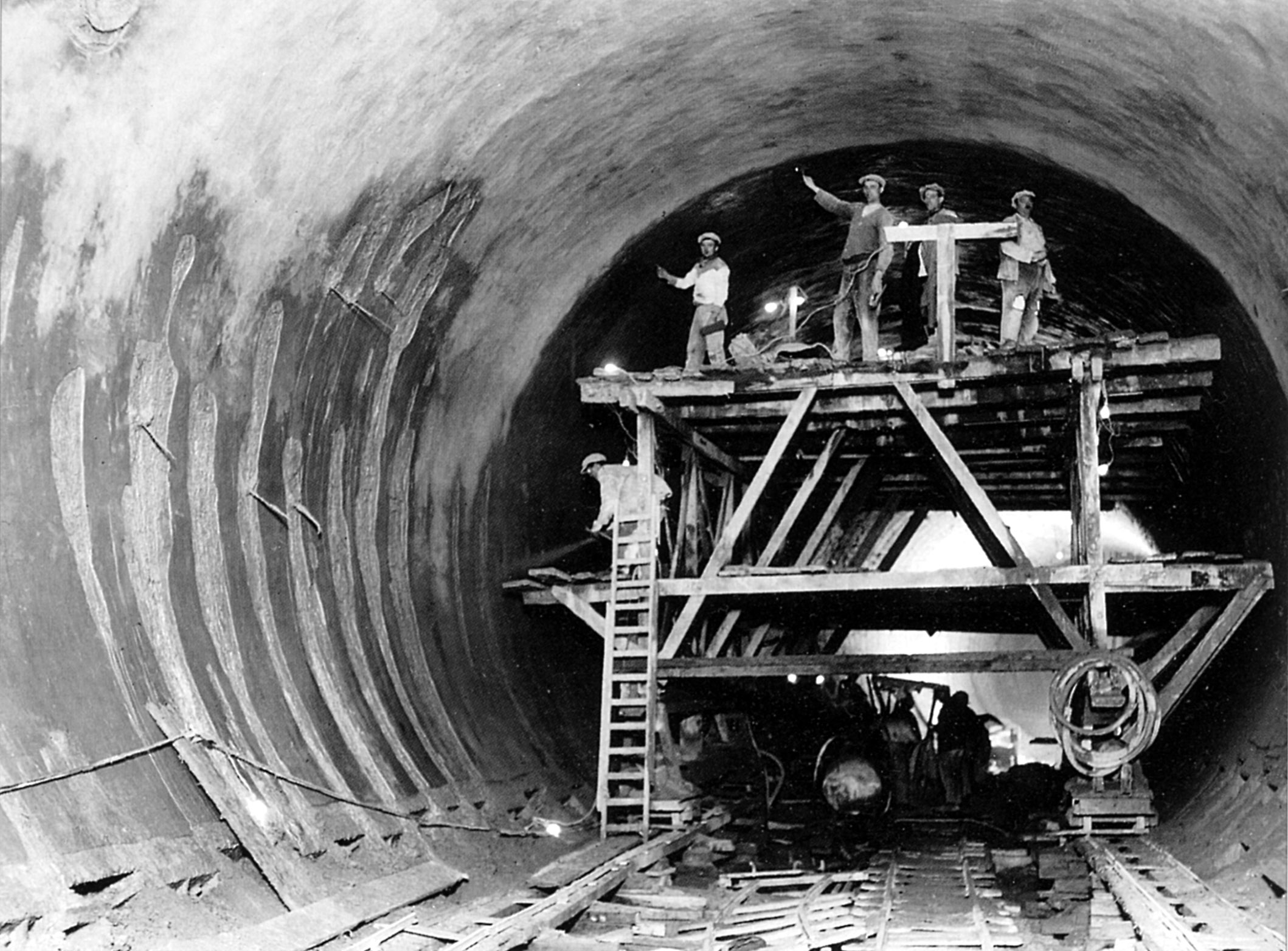
Le bétonnage des voussoirs de la traversée sous-fluviale.

Le prolongement à Bastille initialement prévu apparaît vite comme peu pertinent, la ville préférant dorénavant réaliser de grands axes traversant Paris de bout en bout. Il est finalement abandonné en 1919, au profit d'une desserte des 5e et du 13e arrondissements. Le tracé redonne de la cohérence au réseau en intégrant l'embranchement prévu du boulevard Saint-Germain à la porte de Choisy. Le terminus sud est ensuite repoussé d'une station jusqu'à la porte d'Ivry.
En 1927, les travaux de prolongement au sud de la ligne démarrent, de Pont Marie à Porte d'Ivry. La traversée sous-fluviale prévue à l'est du pont de Sully est adjugée la même année. Mais compte tenu des difficultés que présente la construction d'une traversée sous-fluviale et la durée de sa construction, on envisage dès 1927 de relier le prolongement de la ligne 7, en cours de réalisation au sud de Jussieu à porte de Choisy, à la ligne 10.
Dans cette optique, on décide de créer un raccordement à double voie entre les stations Maubert de la ligne 10 et Place Monge de la future ligne 7, afin que les rames de la ligne 10 empruntent provisoirement ce tronçon de la ligne 7, en attendant l'achèvement du tunnel sous-fluvial qui réunira les tronçons nord et sud de cette ligne. La ligne 10 arrive à Place d'Italie le 15 février 1930 puis le 7 mars de la même année à Porte de Choisy. Elle emprunte les voies de la future ligne 7 pendant un peu plus d'une année.

Sur la rive droite, la rapidité des travaux permet de prolonger la ligne 7 d'une nouvelle station, de Pont Marie à Sully - Morland, le 3 juin 1930. 

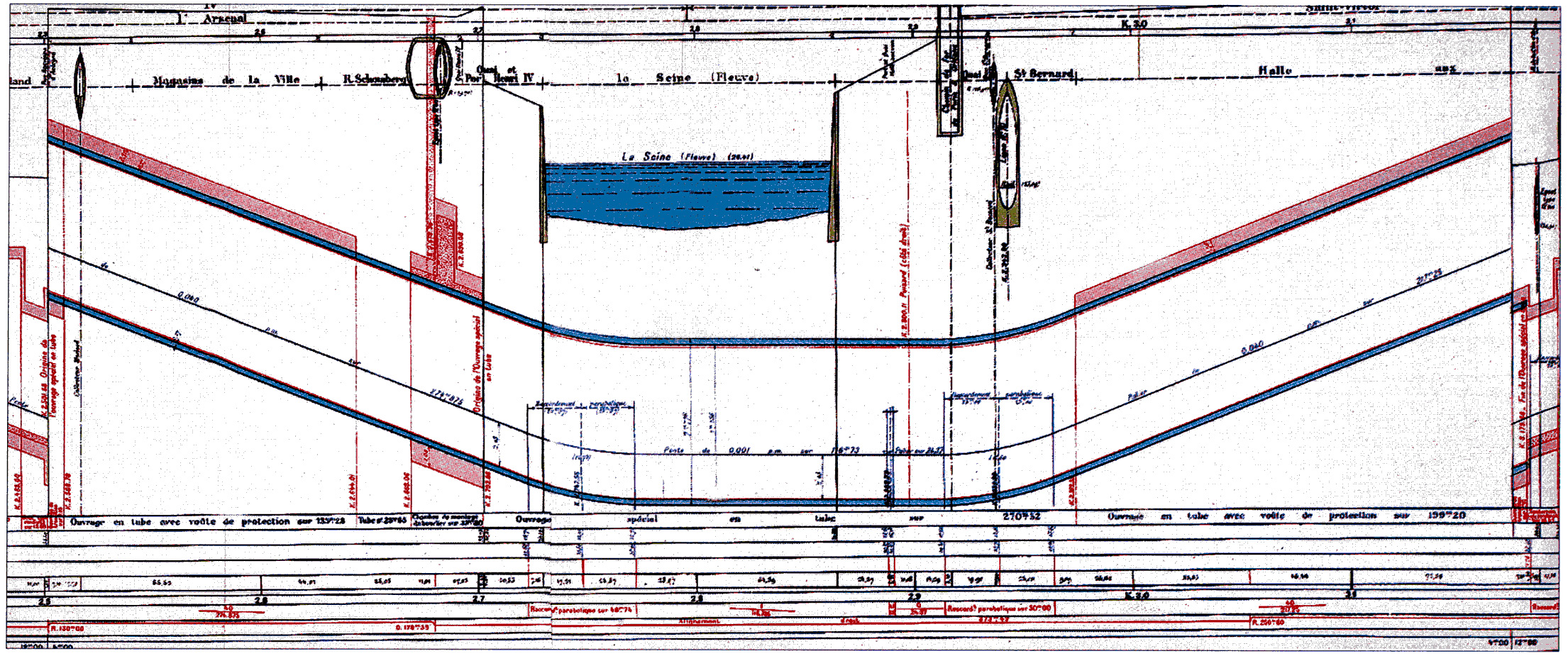
Profil en long de la traversée sous-fluviale.

Cette station est la première de la ligne à être réalisée avec une longueur de 105 mètres. Le tunnel sous-fluvial, en tube, d'une longueur de 678 mètres, est réalisé selon la méthode du bouclier, à l'exception de la partie nord, en courbe, creusée à l'abri d'une voûte en maçonnerie. En effet, la disposition particulière des lieux impose d'établir un souterrain en courbe de 130 mètres de rayon sur la rive droite, sous les magasins de la Ville de Paris. Le quai de la Seine avait en effet été construit à cet endroit sur une galerie voûtée inondable, afin de ne pas rétrécir le lit de la Seine ; les ouvertures sur la Seine ont par la suite été fermées et cette galerie a été utilisée comme tunnel pour la ligne 7 du métro en 1926.
Sur la rive gauche, il faut passer sous la voie du chemin de fer d'Orléans (actuelle ligne C du RER) et sous les vastes caves de la halle aux vins. La section en alignement droit utilise des anneaux, longs de 75 centimètres, formés de douze voussoirs et d'un voussoir de clef. La voûte du tunnel est placée à quatre mètres sous le lit du fleuve, dans un terrain calcaire glauconieux. La construction du tunnel proprement dit, se déroule du printemps 1927 à la fin de 1930, le travail s'effectuant dans de l'air comprimé à 1,2 kg/cm2.
Dans le même temps, les travaux du prolongement à Porte d'Ivry s'achèvent en février 1931. Le nouveau terminus à trois voies, se prolonge par une voie en tiroir, aboutissant à un nouvel atelier de conception moderne situé à la porte de Choisy.

### Les remaniements de lignes des années 1930

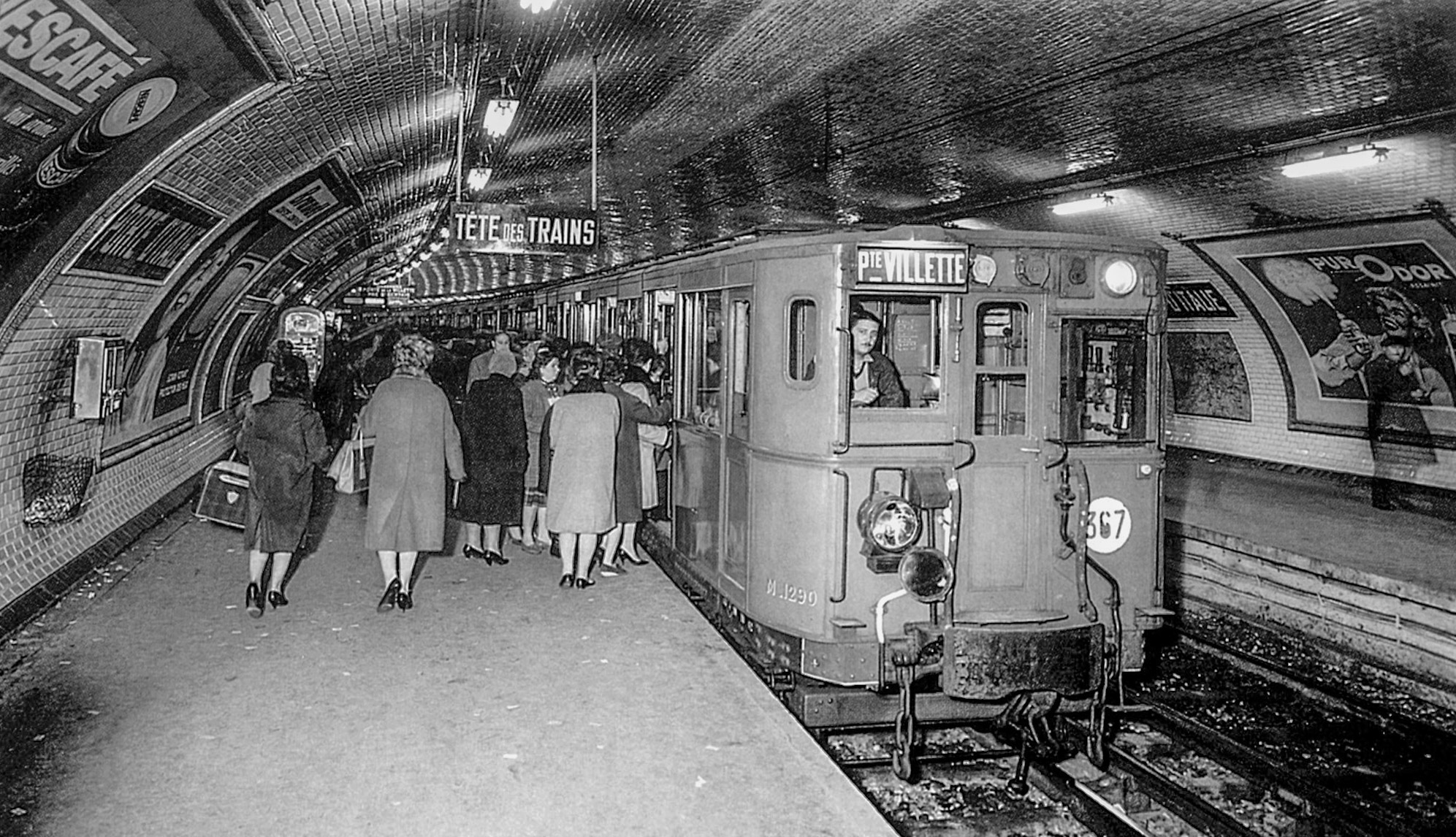
Une rame Sprague-Thomson à la station Porte d'Italie.

Le 21 avril 1931, le tunnel sous-fluvial de la ligne 7 est achevé ainsi que la station Jussieu. La réalisation de cette station a nécessité des travaux considérables compte tenu de sa situation sous la halle aux vins de Paris, emplacement de l'actuelle Faculté des sciences de Jussieu. Les cuves sont soutenues par des berceaux de béton prenant appui de chaque côté des piédroits. Les quais des lignes 7 et 10 sont accolés.
Le même jour se déroule la modification de l'exploitation des deux lignes : la ligne 7 est prolongée de Sully - Morland, sur la rive droite, au terminus définitif Porte d'Ivry, qui ouvre également simultanément, et les rames de la ligne 10 abandonnent le tronçon méridional de la ligne 7 au profit de celle-ci et empruntent la nouvelle voie jusqu'à Jussieu. La ligne 7 traverse dorénavant Paris du nord au sud d'une porte à une autre, et prend sa forme parabolique.

### L'extension à Ivry
Un nouveau prolongement en banlieue de deux stations, jusqu'à la mairie d'Ivry-sur-Seine est prévu par la convention de 1929 et mis en chantier en 1936. Le tunnel est presque achevé en 1939 mais les travaux s'interrompent à cause de la Seconde Guerre mondiale. Ils sont repris à la Libération par le département de la Seine, l'infrastructure étant remise à la CMP le 25 janvier 1945. L'extension est ouverte le 1er mai 1946 pour la fête du Travail, et donne l'occasion de diverses manifestations locales.

### Création de la ligne 7 bis
Les deux branches nord de la ligne connaissent un important déséquilibre de fréquentation. La branche vers Porte de la Villette est nettement plus fréquentée, cette station étant un important terminus de lignes de bus de banlieue. Ainsi, le 3 décembre 1967, la branche Louis Blanc - Pré-Saint-Gervais est isolée pour constituer une ligne indépendante, la ligne 7 bis.
La ligne 7 est dotée d'un poste de commande centralisé (PCC) en 1969. La ligne 7 bis est la dernière du réseau à en être équipée en février 1975. La méthode d'exploitation des départs programmés est expérimentée sur la ligne à partir du 11 mai 1969 : elle permet de réduire l'intervalle minimum entre les trains de 115 à 95 secondes et de faire circuler simultanément 58 trains au lieu de 50, soit une augmentation de capacité de 21 %. Les départs programmés sont ensuite généralisés sur le réseau.

### L'extension à Villejuif

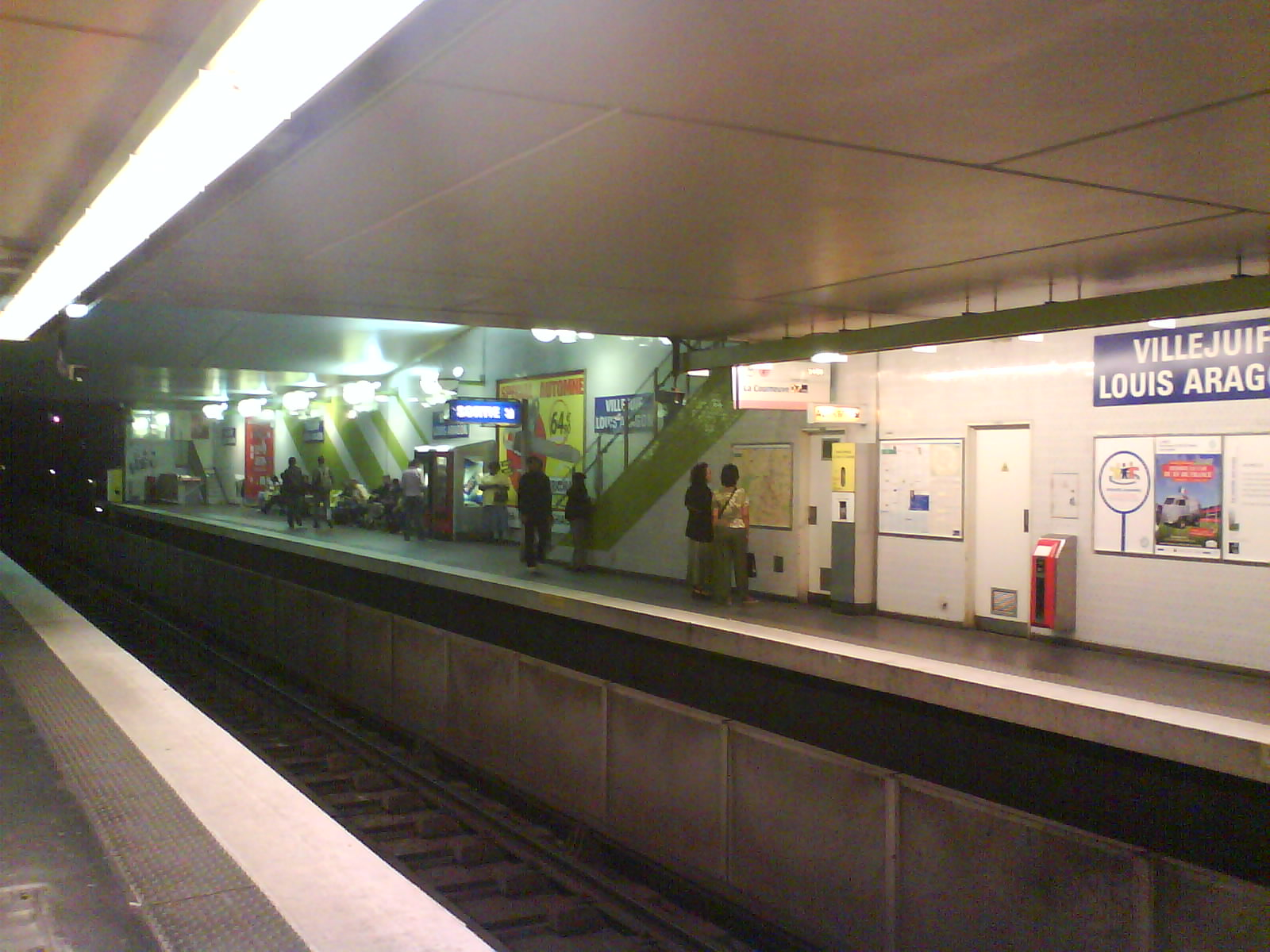
Les quais de la station Villejuif - Louis Aragon, terminus méridional de la ligne.

Un prolongement de la ligne vers Villejuif, suivant l'axe de la route départementale 7 est décidé en 1973, afin de desservir un secteur dont la population avait doublé en trente-cinq ans, permettant d'escompter un trafic supplémentaire de 12,6 millions de voyageurs pour la première tranche Maison-Blanche - Le Kremlin-Bicêtre.
Il prend la forme d'un débranchement par le biais d'un saut-de-mouton souterrain à hauteur de la porte d'Italie suivi d'une forte rampe à 40 pour mille jusqu'à la station Kremlin-Bicêtre. L'exploitation en deux branches est considérée comme acceptable, le potentiel de trafic étant relativement équilibré sur chaque branche. La première section du prolongement, d'une seule station jusqu'au Kremlin-Bicêtre, est ouverte le 10 décembre 1982, pour un coût de 290 millions de francs de l'époque. La seconde section jusqu'à Villejuif - Louis Aragon est ouverte le 28 février 1985. L'extension est réalisée à ciel ouvert et les stations sont doublées de passages souterrains pour la circulation automobile.
En octobre 2022, le maire PCF de Villejuif interpelle la préfète du Val-de-Marne en raison des dysfonctionnements de la ligne sur ses deux branches, vers Mairie d'Ivry et vers Villejuif - Louis Aragon. L'élu propose la déconnexion d'une des branches et sa reprise par la ligne 5 qui serait alors prolongée vers le sud.

### Prolongements en Seine-Saint-Denis
Le plan adopté en 1929 pour les extensions du réseau en banlieue prévoyait un prolongement de la ligne depuis Porte de la Villette jusqu'au cimetière de Pantin avec deux nouvelles stations. Cependant ce projet sera mis en sommeil en raison de la Seconde Guerre mondiale.
En juin 1975, le Syndicat des transports parisiens décide finalement du prolongement de la ligne 7 au nord, cette fois jusqu'au fort d'Aubervilliers, avec deux stations classiques à quais latéraux. Cette extension de 2 375 mètres suit la route nationale 2 et se raccorde à la boucle de l'ancien terminus de Porte de la Villette. Les travaux démarrent en mars 1976 pour la première section puis en mai 1977 pour la seconde. Hormis les ouvrages de raccordement à la boucle de Porte de la Villette, le tunnel est réalisé à ciel ouvert.
Le prolongement est ouvert le 4 octobre 1979, les voies de la boucle sont depuis utilisées comme garages.
Le 6 mai 1987, la ligne est de nouveau prolongée au nord d'une station jusqu'à La Courneuve - 8 Mai 1945, afin de donner correspondance à la ligne 1 du tramway, ouverte en 1992.

## Tracé et stations

### Tracé
La longueur totale de la ligne 7 est de 22,5 km. Elle est entièrement souterraine. Desservant 38 arrêts, la ligne 7 est, avec la ligne 8, celle qui compte le plus de stations du réseau.
Au sud, deux branches desservies en alternance, se séparent à la station Maison Blanche vers Villejuif - Louis Aragon et Mairie d'Ivry.
Au nord, la ligne naît à La Courneuve, dans le département de la Seine-Saint-Denis, au carrefour des Quatre-Routes, au croisement de la route nationale 186 et de la route nationale 2. La station La Courneuve - 8 Mai 1945 est en correspondance avec la ligne 1 du tramway. La station comporte trois voies, dont une centrale utilisable pour les départs ou les arrivées. Elle se prolonge par trois voies de garage en direction du Bourget, sous la RN 2, dont une sert de tiroir de manœuvre.
Située sous la RN 2, la ligne se dirige en direction du sud-ouest, et dessert les stations Fort d'Aubervilliers puis Aubervilliers - Pantin - Quatre Chemins, après une interstation d'environ 1 400 mètres. La ligne pénètre ensuite dans Paris en se séparant en deux tunnels à voie unique afin d'aborder la boucle de la Porte de la Villette. La voie 1 provenant du nord descend en pente de 40 ‰ (soit 40 millimètres par mètre ou 4 %) pour passer sous les trois voies de la boucle de l'ancien terminus, actuellement utilisées comme garages, et sous les voies de raccordement vers les ateliers de La Villette. La voie 1 remonte au niveau de la voie 2 et atteint la station Porte de La Villette, à quatre voies.
Le tracé redescend en pente de 40 ‰ pour passer sous le canal Saint-Denis, puis remonte par une rampe également de 40 ‰ avant de desservir la station Corentin Cariou. Après avoir desservi les deux stations Crimée et Riquet, la ligne atteint la station de correspondance Stalingrad avec les lignes 2 et 5, puis se positionne sous la rue La Fayette.
Entre les stations Stalingrad et Château-Landon, le tracé passe au-dessus du tunnel de la ligne 5, et sous un important égout, puis les deux voies suivent des parcours séparés et desservent deux stations à des niveaux différents à Louis Blanc. Cette situation résulte du raccordement de l'ancienne branche de la ligne vers Pré-Saint-Gervais, devenue depuis la ligne 7 bis d'exploitation autonome.
En pente de 40 ‰, les deux voies se rejoignent après la station Château-Landon, où elles sont séparées par un piédroit central. Une courbe serrée en pente permet au tunnel de se placer devant la gare de l'Est, en direction de l'ouest. La station Gare de l'Est est partiellement accolée à celle de la ligne 5, à laquelle la ligne 7 est reliée par un court raccordement à la sortie de la station. La ligne 4 passe juste sous ce complexe. Le tracé se poursuit dorénavant vers l'ouest sous la rue de Chabrol, sur le tunnel des RER B et D, puis de retour sous la rue La Fayette, où le tracé s'incurve vers le sud-ouest. Le long d'un alignement droit de plus de 1 600 mètres, elle dessert les quatre stations Poissonnière, Cadet, Le Peletier et Chaussée d'Antin.

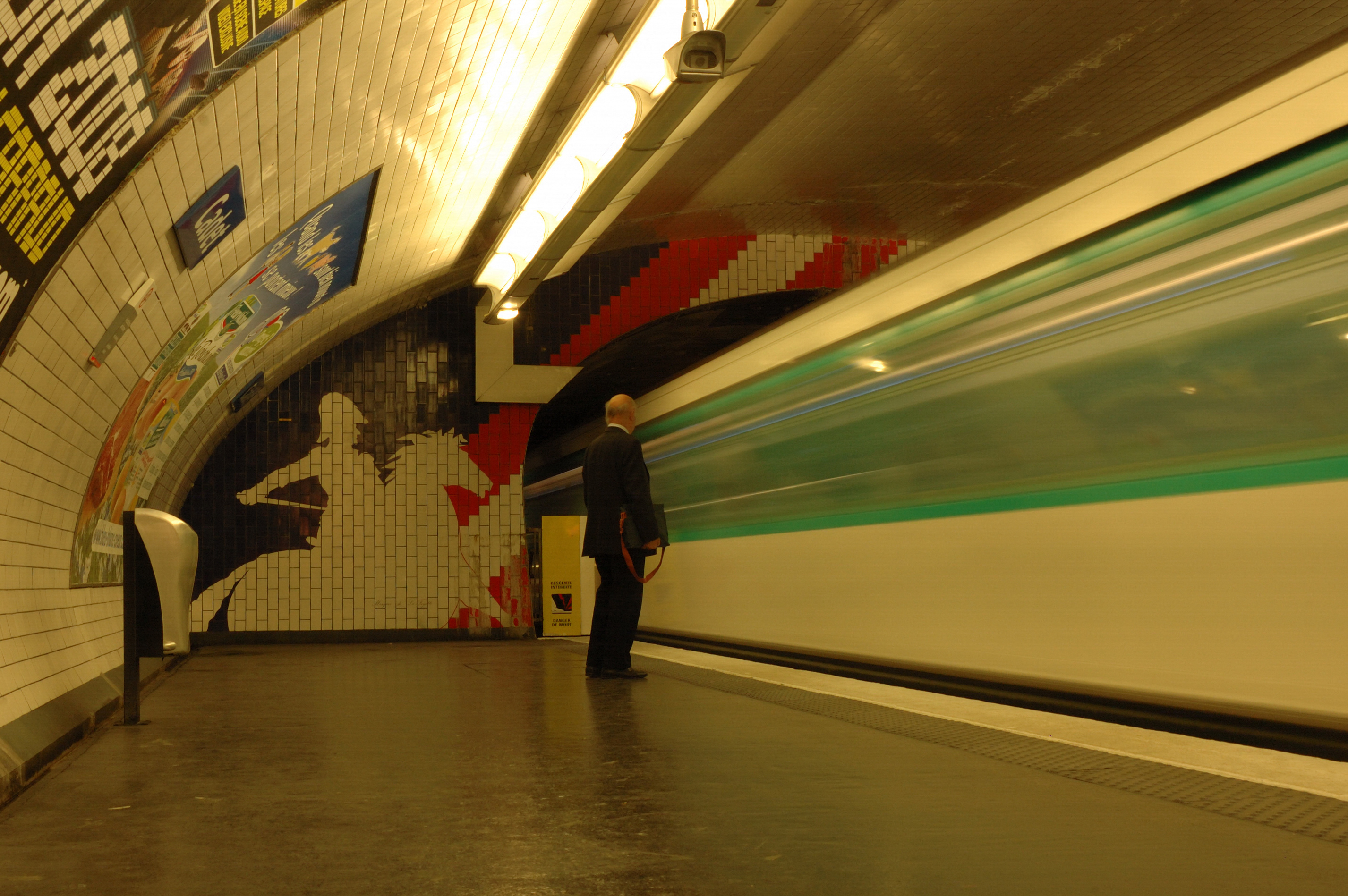
Entrée en station d'une rame MF 77 à Cadet.

À la station Chaussée d'Antin, un raccordement relie les lignes 3 et 7, puis le tracé passe au-dessus de la ligne 9 sous la rue Halévy, sur le flanc est de l'opéra Garnier. Sous la place de l'Opéra, la ligne croise au niveau intermédiaire les lignes 3 et 8 placées dans un ouvrage commun, puis le RER A, situé plus en profondeur. La ligne dessert alors la station de correspondance Opéra, avant de se placer sous l'avenue de l'Opéra, en direction du sud-est. Le tunnel remonte à fleur de sol pour passer au-dessus du collecteur de Clichy. La ligne dessert les stations Pyramides puis Palais-Royal - Musée du Louvre.
Le tracé devient alors particulièrement tortueux pour se positionner sous le quai du Louvre, passe sous le tunnel de la ligne 1, avant d'atteindre la station Pont-Neuf. Entre les stations Pont-Neuf et Châtelet, le tunnel est élargi à trois voies sur une centaine de mètres, et il y est installé une voie de garage centrale, raccordée à une voie de circulation à chaque extrémité. Celle-ci peut également être utilisée pour un service provisoire ou une manœuvre d'évitement.
Le tracé se situe dorénavant sous les quais de Seine, sur la rive droite. La ligne atteint la station de correspondance Châtelet, puis dessert les stations Pont Marie et Sully - Morland, le tracé étant également situé au-dessus du tunnel de la ligne 14 qu'elle recoupe plusieurs fois. La ligne 7 plonge alors sous la Seine en pente de 40 ‰, passe sous le RER C puis la ligne 10, et remonte en rampe de 40 ‰ sous les facultés Paris 6 et 7 avant d'atteindre la station Jussieu, en correspondance avec la ligne 10 qui est ici parallèle.

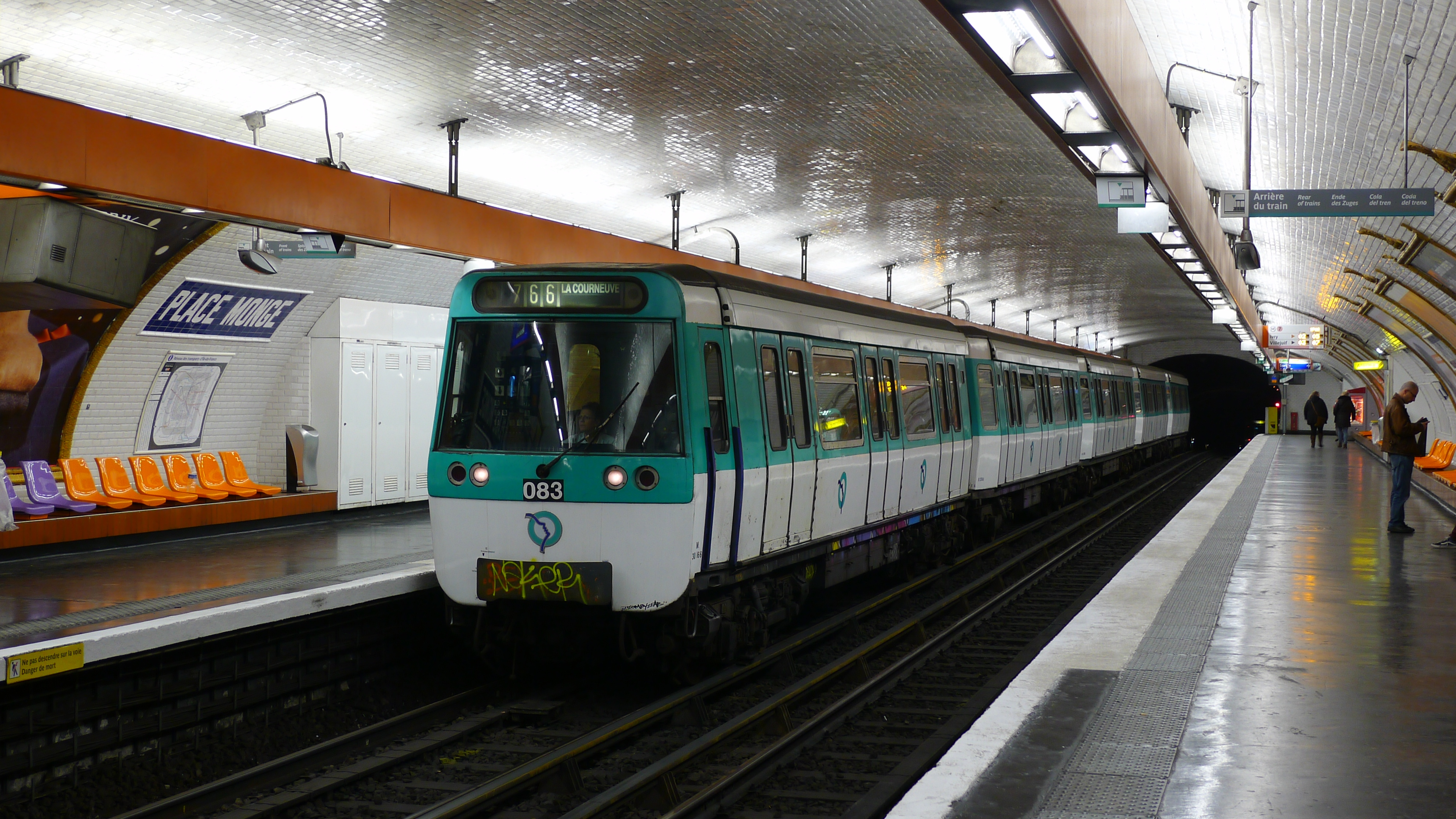
Le MF 77 n°083 stationné à Place Monge.

La ligne franchit le collecteur de la Bièvre en tréfonds d'immeubles, passe sous les arènes de Lutèce, et amorce une ascension en rampe de 40 ‰ avant de dépasser le raccordement avec la ligne 10, puis la station Place Monge. Alors en descente de 40 ‰, elle dessert la station Censier - Daubenton, puis remonte sous l'avenue des Gobelins pour desservir la station Les Gobelins. Elle atteint alors la place d'Italie.
Le tracé passe sous la boucle terminale de la ligne 5 avant d'atteindre la station Place d'Italie, puis sous le tunnel de la ligne 6, et enfin sous le raccordement entre les lignes 6 et 7. Quelques dizaines de mètres plus loin, la ligne reçoit deux raccordements des lignes 5 et 6. La ligne 7 poursuit son ascension jusqu'à la station Tolbiac, puis redescend jusqu'à la station Maison Blanche. C'est après cette station que se situe l'ouvrage de séparation des voies des deux branches, sous la ligne de Petite Ceinture qu'elle croise.

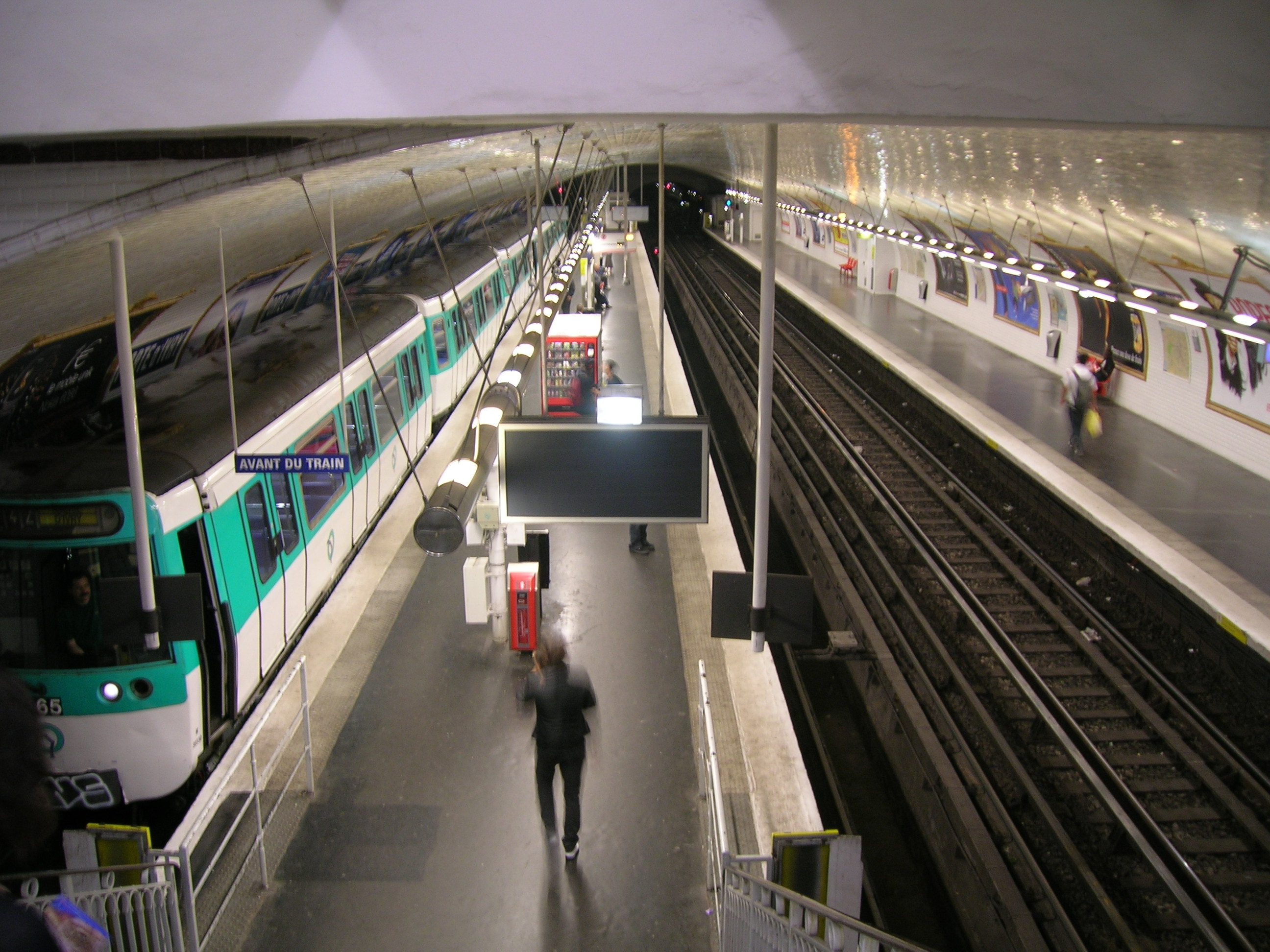
La station Porte d'Ivry.

En direction de Mairie d'Ivry, la ligne se place sous les boulevards des Maréchaux par une courbe vers l'est, et positionnée sous le boulevard Masséna, dessert successivement les stations Porte d'Italie, Porte de Choisy, puis, après une nouvelle courbe vers le sud-est, la station Porte d'Ivry, ancien terminus possédant trois voies à quai. À la sortie de cette station, une voie relie la ligne aux ateliers de Choisy. La ligne quitte alors Paris pour Ivry-sur-Seine, dans le Val-de-Marne, où elle dessert la station Pierre et Marie Curie, puis après une pente de 36,75 ‰, la station terminale Mairie d'Ivry, disposant de trois voies à quai poursuivies par autant de voies de garage, situées sous la rue Robespierre.
En direction de Villejuif - Louis Aragon, la ligne se poursuit sous l'avenue de la Porte d'Italie, la voie 2 passant sous le tunnel de la branche Mairie d'Ivry. Elle quitte alors Paris pour Le Kremlin-Bicêtre, également dans le Val-de-Marne. Le tracé se place jusqu'au terminus sous la route nationale 7. Après une longue interstation en rampe, la ligne dessert la station Le Kremlin-Bicêtre puis, à Villejuif, les stations Léo Lagrange et Paul Vaillant-Couturier, avant d'atteindre son terminus, Villejuif - Louis Aragon, à deux voies suivies de trois longues voies de garage.

### Liste des stations
Au sud, la ligne 7 comporte deux branches, l'une vers Ivry-sur-Seine au sud-est, l'autre vers Villejuif au sud. La ligne est équipée du système d'information en ligne, couramment désigné par le sigle SIEL, système permettant l'affichage du temps d'attente des prochaines rames vers chaque destination dans le cas particulier de cette ligne à deux branches.
La liste commence par le terminus nord de la ligne 7 (dans la colonne Correspondances, les lignes de métro sont désignées par leurs seuls numéros de ligne) :
|  |   |   |   |  | Station                                                  | Coordonnées                 | Communes              | Correspondances                                            |
|  | - | - | - |  | -------------------------------------------------------- | --------------------------- | --------------------- | ---------------------------------------------------------- |
|  |   | ■ |   |  | La Courneuve - 8 Mai 1945                                | 48° 55′ 15″ N, 2° 24′ 38″ E | La Courneuve          | (T) · (1)                                                  |
|  |   | • |   |  | Fort d'Aubervilliers                                     | 48° 54′ 51″ N, 2° 24′ 15″ E | Aubervilliers         |                                                            |
|  |   | • |   |  | Aubervilliers - Pantin - Quatre Chemins                  | 48° 54′ 14″ N, 2° 23′ 33″ E | Aubervilliers, Pantin |                                                            |
|  |   | • |   |  | Porte de la Villette Cité des Sciences et de l'Industrie | 48° 53′ 49″ N, 2° 23′ 09″ E | 19e                   | (T) · (3b)                                                 |
|  |   | • |   |  | Corentin Cariou                                          | 48° 53′ 41″ N, 2° 22′ 57″ E | 19e                   |                                                            |
|  |   | • |   |  | Crimée                                                   | 48° 53′ 29″ N, 2° 22′ 38″ E | 19e                   |                                                            |
|  |   | • |   |  | Riquet                                                   | 48° 53′ 18″ N, 2° 22′ 27″ E | 19e                   |                                                            |
|  |   | • |   |  | Stalingrad                                               | 48° 53′ 03″ N, 2° 22′ 07″ E | 10e, 19e              | (M) · (2) · (5)                                            |
|  |   | • |   |  | Louis Blanc                                              | 48° 52′ 53″ N, 2° 21′ 55″ E | 10e                   | (M) · (7bis)                                               |
|  |   | • |   |  | Château-Landon                                           | 48° 52′ 43″ N, 2° 21′ 43″ E | 10e                   | (Paris-Est) Grandes lignes (Paris-Est)                     |
|  |   | • |   |  | Gare de l'Est                                            | 48° 52′ 34″ N, 2° 21′ 29″ E | 10e                   | (Magenta, par la voie publique) Grandes lignes (Paris-Est) |
|  |   | • |   |  | Poissonnière                                             | 48° 52′ 37″ N, 2° 20′ 57″ E | 9e, 10e               |                                                            |
|  |   | • |   |  | Cadet                                                    | 48° 52′ 33″ N, 2° 20′ 35″ E | 9e                    |                                                            |
|  |   | • |   |  | Le Peletier                                              | 48° 52′ 30″ N, 2° 20′ 26″ E | 9e                    |                                                            |
|  |   | • |   |  | Chaussée d'Antin - La Fayette                            | 48° 52′ 22″ N, 2° 20′ 00″ E | 9e                    | (M) · (9)                                                  |
|  |   | • |   |  | Opéra                                                    | 48° 52′ 14″ N, 2° 19′ 58″ E | 2e, 9e                | (Auber)                                                    |
|  |   | • |   |  | Pyramides                                                | 48° 51′ 59″ N, 2° 20′ 02″ E | 1er                   | (M) · (14)                                                 |
|  |   | • |   |  | Palais-Royal - Musée du Louvre                           | 48° 51′ 46″ N, 2° 20′ 10″ E | 1er                   | (M) · (1)                                                  |
|  |   | • |   |  | Pont-Neuf                                                | 48° 51′ 31″ N, 2° 20′ 32″ E | 1er                   |                                                            |
|  |   | • |   |  | Châtelet                                                 | 48° 51′ 31″ N, 2° 20′ 50″ E | 1er, 4e               | (Châtelet - Les Halles)                                    |
|  |   | • |   |  | Pont Marie Cité des Arts                                 | 48° 51′ 13″ N, 2° 21′ 26″ E | 4e                    |                                                            |
|  |   | • |   |  | Sully - Morland                                          | 48° 51′ 04″ N, 2° 21′ 45″ E | 4e                    |                                                            |
|  |   | • |   |  | Jussieu                                                  | 48° 50′ 45″ N, 2° 21′ 17″ E | 5e                    | (M) · (10)                                                 |
|  |   | • |   |  | Place Monge Jardin des Plantes - Arènes de Lutèce        | 48° 50′ 36″ N, 2° 21′ 09″ E | 5e                    |                                                            |
|  |   | • |   |  | Censier - Daubenton                                      | 48° 50′ 26″ N, 2° 21′ 06″ E | 5e                    |                                                            |
|  |   | • |   |  | Les Gobelins                                             | 48° 50′ 12″ N, 2° 21′ 07″ E | 5e, 13e               |                                                            |
|  |   | • |   |  | Place d'Italie                                           | 48° 49′ 53″ N, 2° 21′ 21″ E | 13e                   | (M) · (5) · (6)                                            |
|  |   | • |   |  | Tolbiac                                                  | 48° 49′ 34″ N, 2° 21′ 25″ E | 13e                   |                                                            |
|  |   | • |   |  | Maison Blanche                                           | 48° 49′ 20″ N, 2° 21′ 31″ E | 13e                   | (M) · (14)                                                 |
|  | • |   |   |  | Le Kremlin-Bicêtre                                       | 48° 48′ 37″ N, 2° 21′ 43″ E | Le Kremlin-Bicêtre    |                                                            |
|  | • |   |   |  | Villejuif - Léo Lagrange                                 | 48° 48′ 17″ N, 2° 21′ 49″ E | Villejuif             |                                                            |
|  | • |   |   |  | Villejuif - Paul Vaillant-Couturier Hôpital Paul Brousse | 48° 47′ 47″ N, 2° 22′ 05″ E | Villejuif             |                                                            |
|  | ■ |   |   |  | Villejuif - Louis Aragon                                 | 48° 47′ 13″ N, 2° 22′ 02″ E | Villejuif             | (T) · (7)                                                  |
|  |   |   | • |  | Porte d'Italie                                           | 48° 49′ 09″ N, 2° 21′ 34″ E | 13e                   | (T) · (3a)                                                 |
|  |   |   | • |  | Porte de Choisy                                          | 48° 49′ 12″ N, 2° 21′ 52″ E | 13e                   | (T) · (3a) · (9)                                           |
|  |   |   | • |  | Porte d'Ivry                                             | 48° 49′ 18″ N, 2° 22′ 09″ E | 13e                   | (T) · (3a)                                                 |
|  |   |   | • |  | Pierre et Marie Curie                                    | 48° 48′ 57″ N, 2° 22′ 39″ E | Ivry-sur-Seine        |                                                            |
|  |   |   | ■ |  | Mairie d'Ivry                                            | 48° 48′ 40″ N, 2° 22′ 58″ E | Ivry-sur-Seine        | (Ivry-sur-Seine, par la voie publique)                     |

### Intermodalité
La ligne 7 offre des correspondances avec toutes les autres lignes de métro, excepté les lignes 3bis, 12 et 13. Elle croise plusieurs fois les lignes A, B, D et E du RER aux stations Gare de l'Est, Opéra et Châtelet. Elle est indirectement reliée à la ligne 12 par la voie publique vers la station Notre-Dame de Lorette ou via les couloirs souterrains du pôle Auber - Saint-Lazare, à la ligne 13 par ces mêmes couloirs et au RER C par la voie publique entre la station Mairie d'Ivry et la gare d'Ivry-sur-Seine, distante de 650 m environ. Elle est aussi en correspondance avec cinq lignes de tramway (lignes 1, 3a, 3b, 7 et 9), avec la gare de Paris-Est et avec le RoissyBus à la station Opéra.

### Stations ayant changé de nom
Plusieurs stations de la ligne 7 ont changé de nom au fil des ans :
- Pont Notre-Dame est devenue Pont Notre-Dame - Pont au Change le 1er novembre 1926, puis Châtelet le 15 avril 1934 ; le nom Pont au Change figure encore sur les faïences des quais ;
- Boulevard de la Villette est devenue Aubervilliers - Boulevard de la Villette le 6 octobre 1942 puis Stalingrad le 10 février 1946 ;
- Pont de Flandres est devenue Corentin Cariou le 10 février 1946 ;
- Gare de l'Est est devenue Gare de l'Est - Verdun le 21 juin 1953 ;
- Palais-Royal a été renommée Palais-Royal - Musée du Louvre en 1989 ;
- Pont-Neuf a eu son nom complété en décembre 1990 pour devenir Pont-Neuf - La Monnaie ;
- Pierre Curie est devenue Pierre et Marie Curie le 8 mars 2007.

### Stations à thème ou particulières

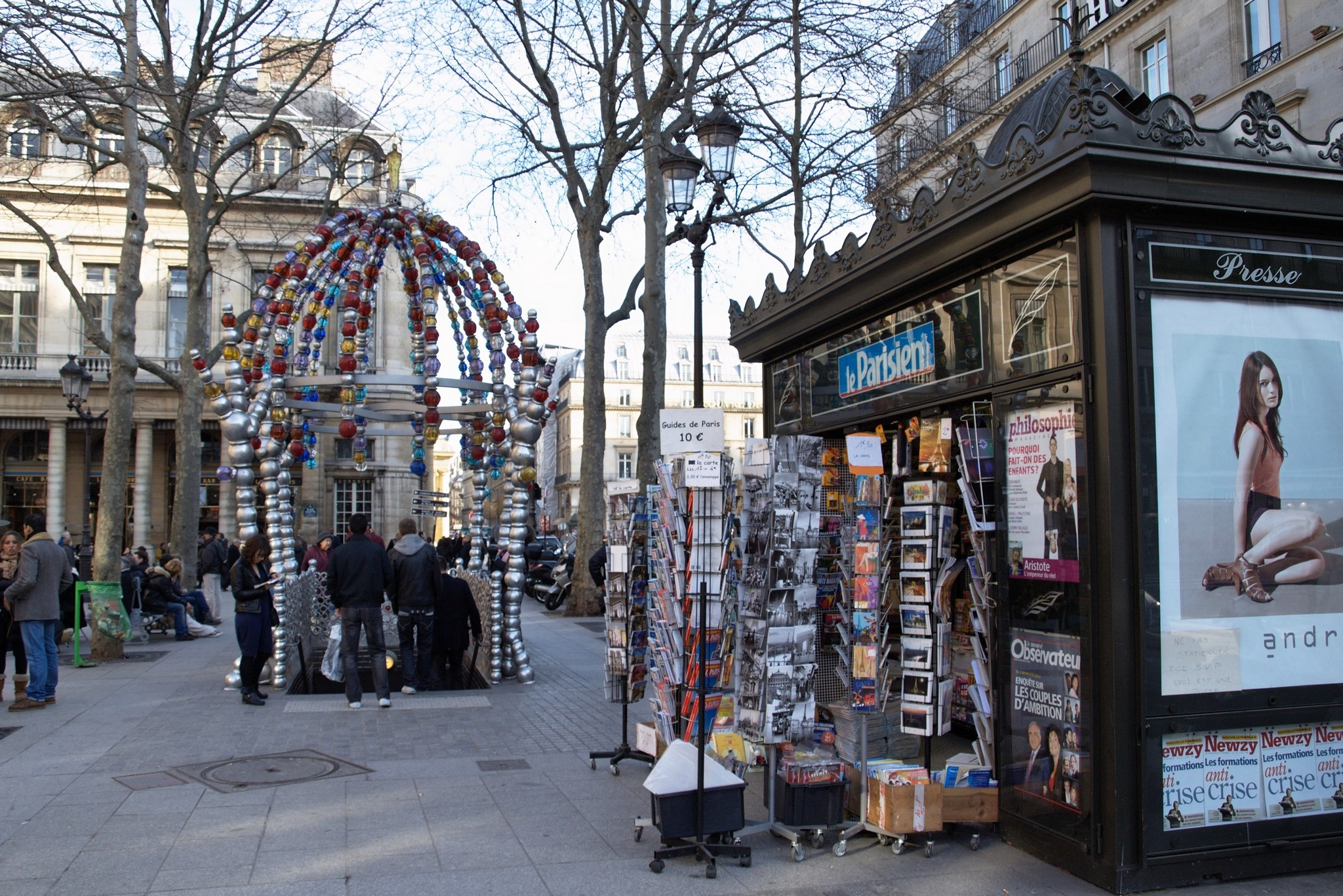
À gauche, Le Kiosque des noctambules (accès à la station Palais-Royal - Musée du Louvre).

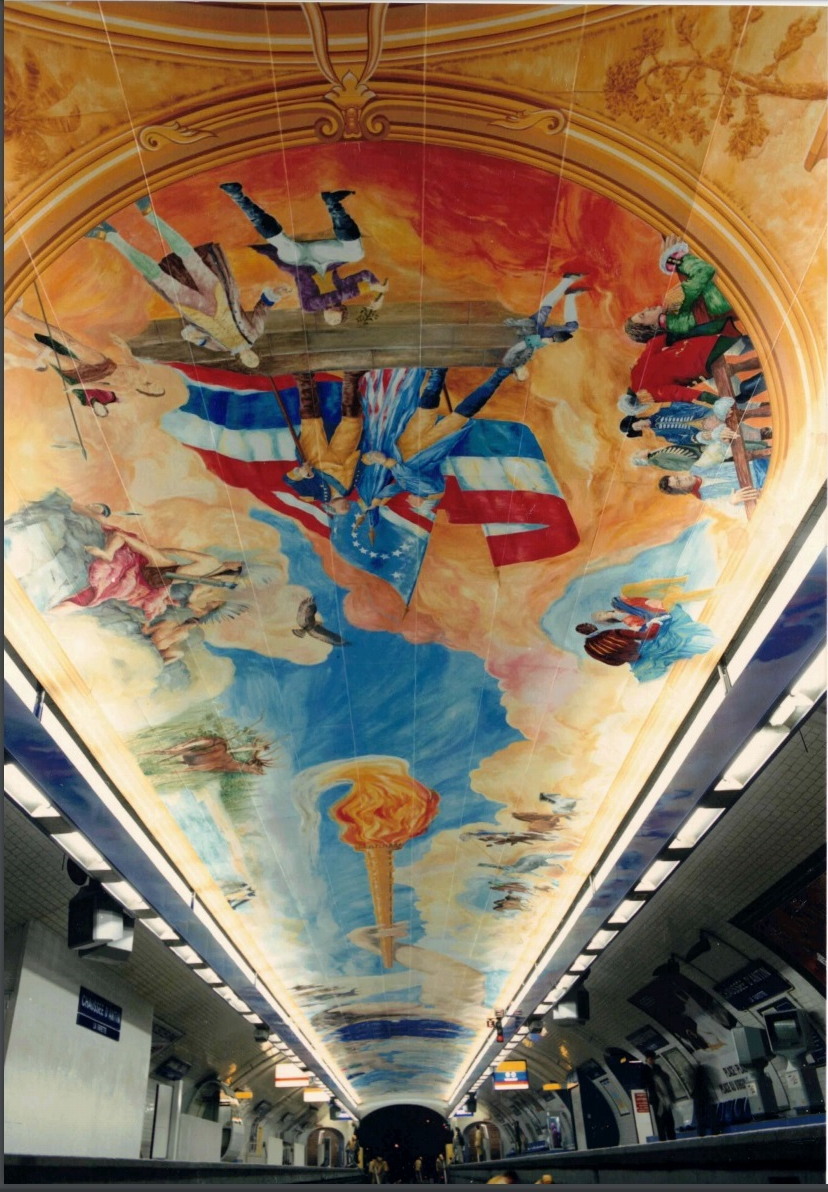
La station Chaussée d'Antin - La Fayette décorée d'une fresque réalisée pour le bicentenaire de la Révolution française.

Sept stations de la ligne possèdent une décoration culturelle thématique originale :
- La Courneuve - 8 Mai 1945 possède deux murs décorés d'oiseaux et d'un soleil levant ou couchant;
- Cadet est dotée sur les quais d'une décoration aux couleurs du drapeau des États-Unis;
- Châtelet – Pont au Change a sa partie orientale située dans une voûte datant du XVIIe siècle, la « Galerie des Cagnards », comblée en 1861 et redécouverte lors du prolongement de la ligne. La voûte a été conservée et une passerelle a été ménagée pour franchir les voies.
- Chaussée d'Antin - La Fayette, ligne 7, expose sur la voûte de la station une fresque de 470 m2, réalisée par les peintres Michel Darmon et Henriette Métayer pour le bicentenaire de la Révolution française en 1989. Le marquis de La Fayette montre de son doigt le Nouveau Monde, sous la forme d'un enfant. L'enfant regarde les soldats et La Fayette. La Liberté, présentée par une jeune femme, tend une flamme et regarde le traité de coopération entre La Fayette et Washington. Plus loin, La Fayette regarde vers la Liberté;
- Palais-Royal - Musée du Louvre possède un accès original, Le Kiosque des noctambules, réalisé pour le centenaire du métro;
- Pont-Neuf présente au centre de la station des reproductions de différentes pièces de monnaie de dimensions importantes, évoquant la Monnaie de Paris, sur la rive gauche. Elles débutent d'un côté du quai et rejoignent l'autre en passant par la voûte. Les quais comportent par ailleurs un ancien balancier monétaire et deux vitrines exposant des pièces réelles;
- Villejuif - Léo Lagrange a été redécorée sur le thème du sport lors du centenaire du métro. De nombreuses anecdotes et exploits des plus grands athlètes mondiaux sont exposées le long des quais.

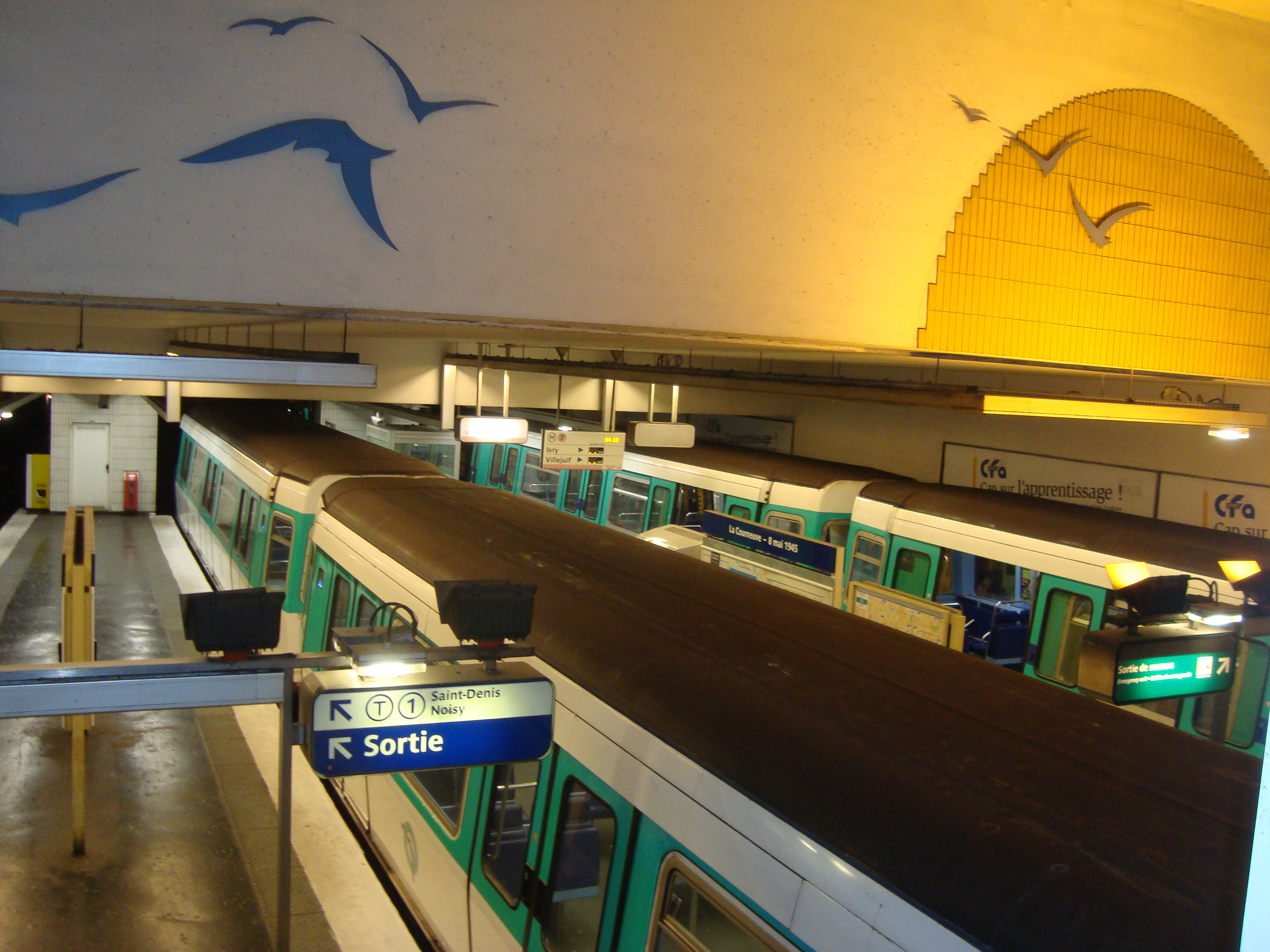
La station La Courneuve - 8 Mai 1945 décorée d'une fresque au plafond.
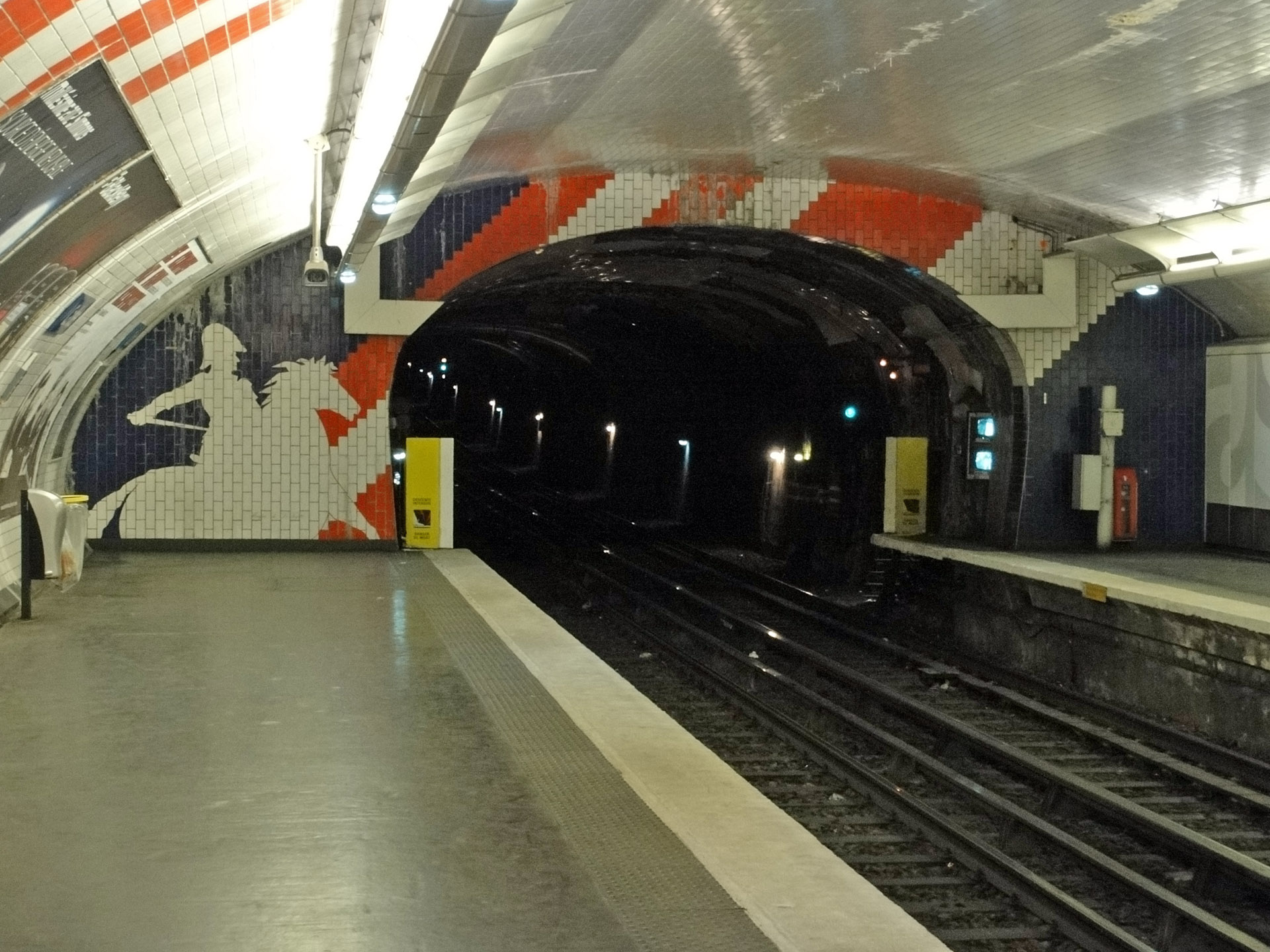
La station Cadet décorée aux couleurs du drapeau des États-Unis.
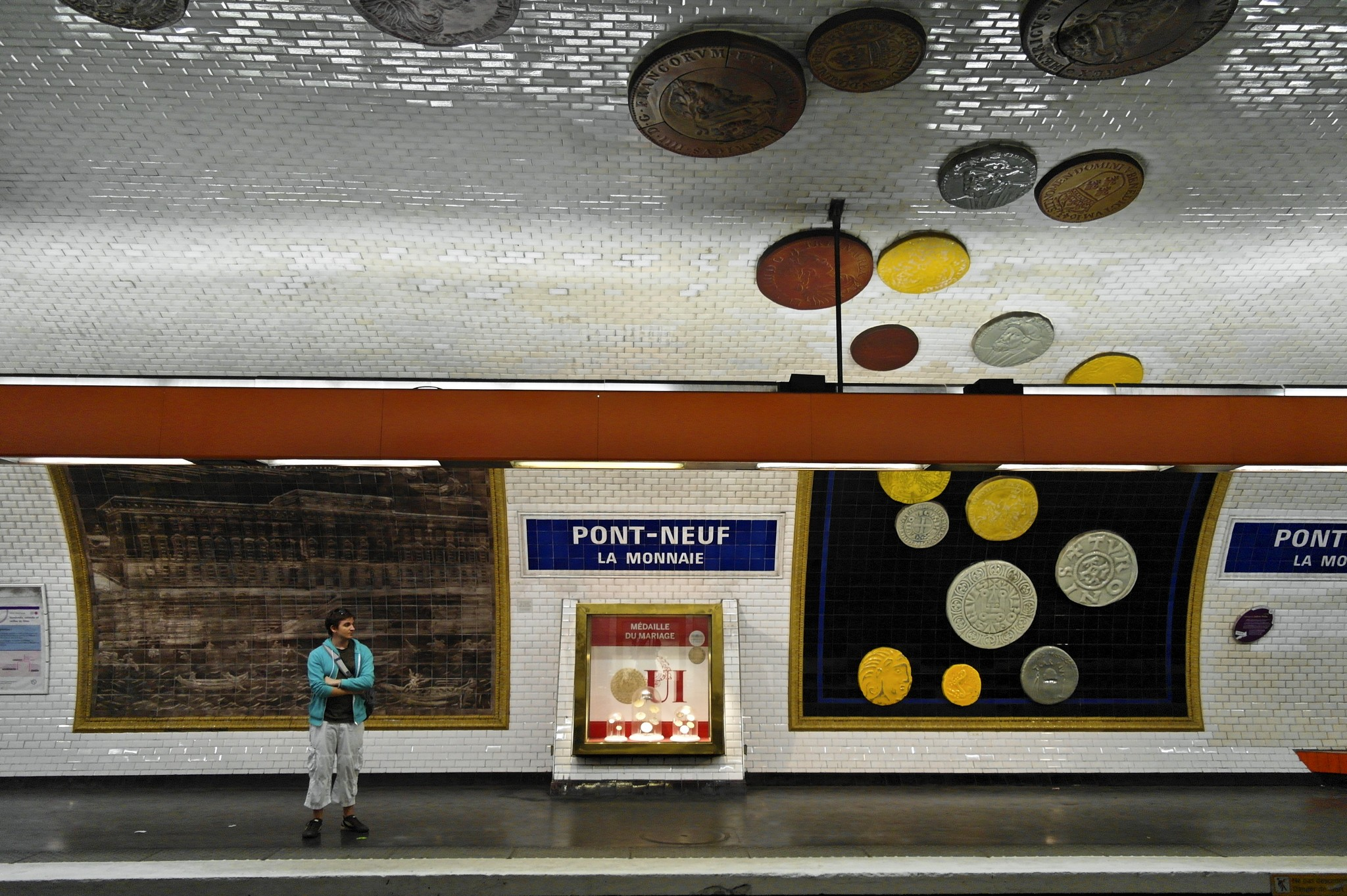
La station Pont-Neuf décorée sur le thème de la Monnaie de Paris.
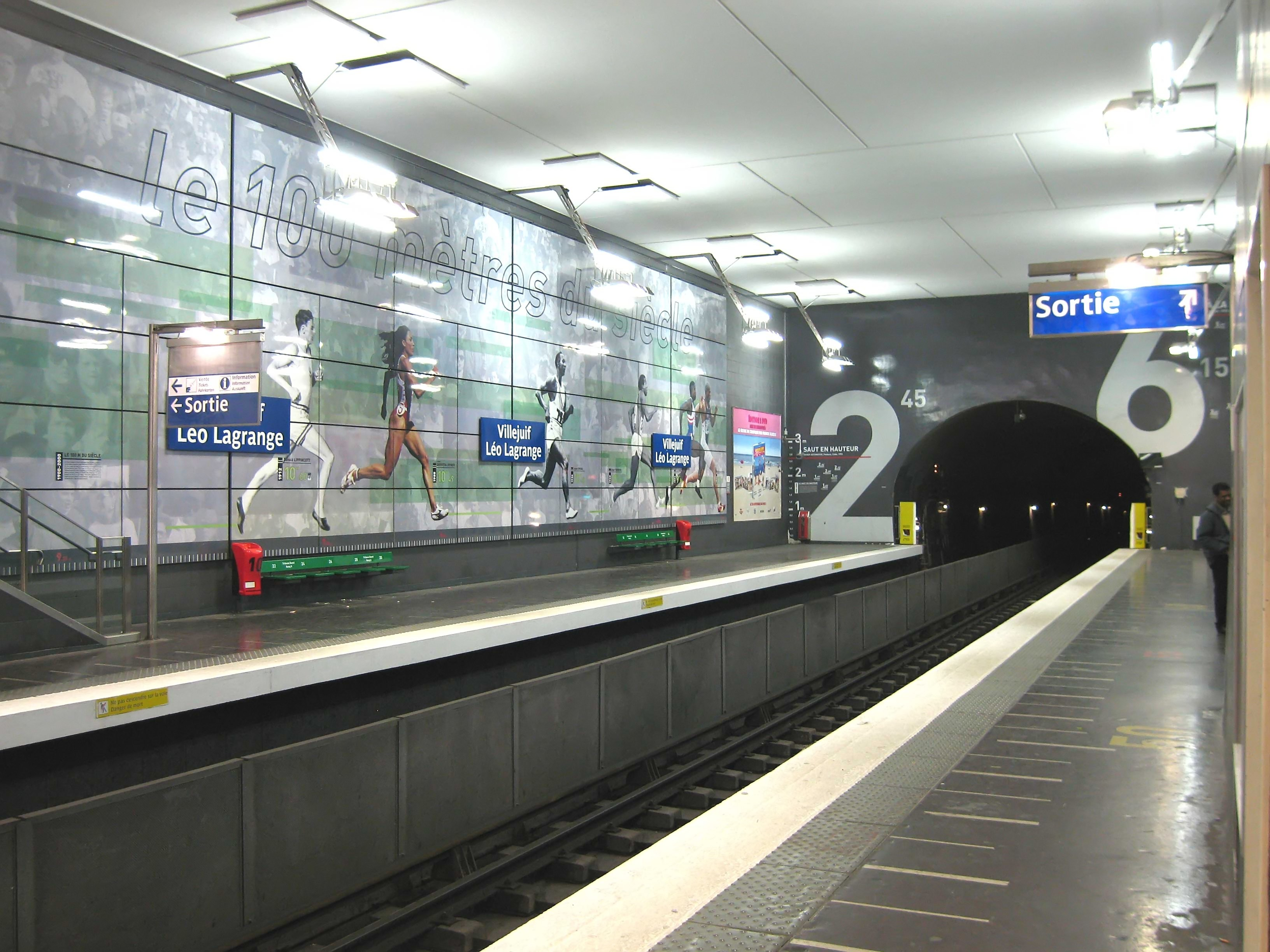
La station Villejuif - Léo Lagrange décorée sur le thème du sport.
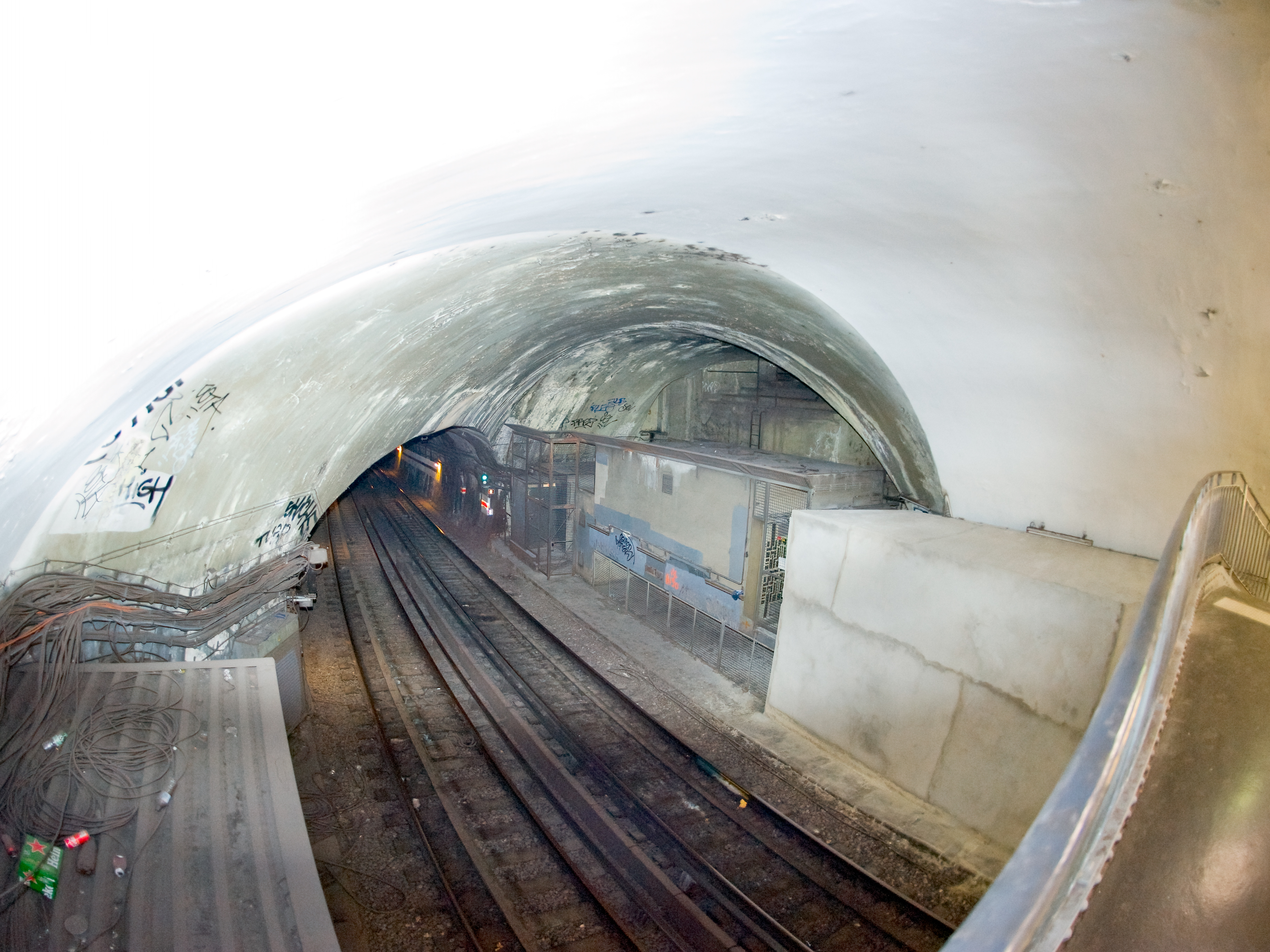
Voûte des Cagnards à la station Châtelet – Pont au Change.

### Raccordements

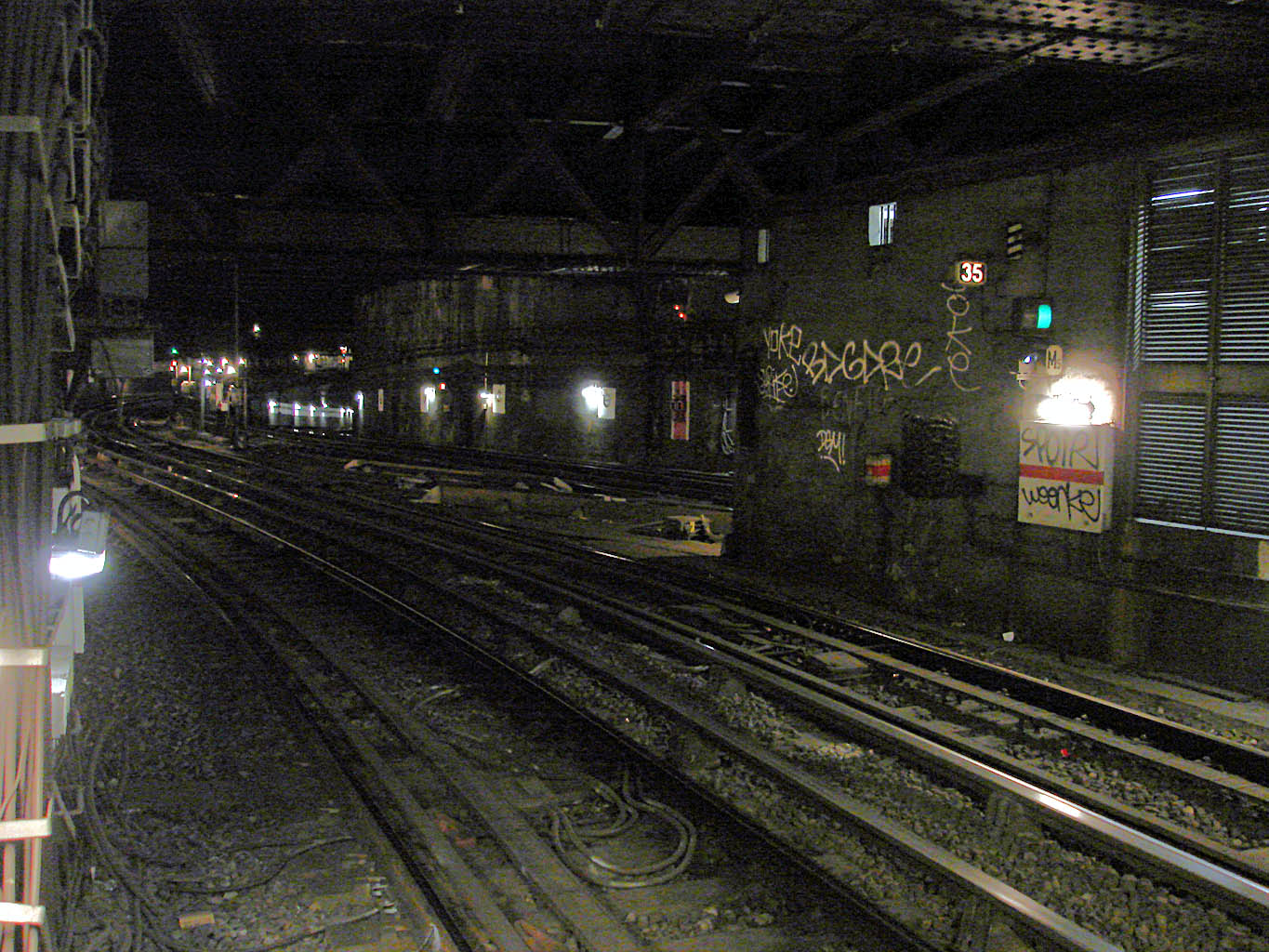
Le court raccordement entre la ligne 5 (au premier plan) et la ligne 7 (au fond), à l'ouest de la station Gare de l'Est.

La ligne compte six raccordements avec le reste du réseau :
- avec la ligne 7 bis aux extrémités des deux demi-stations Louis Blanc, côté Château-Landon, dans chaque sens de circulation ;
- avec la ligne 5 à l'entrée de la station Gare de l'Est, sur la voie direction La Courneuve, bretelle en talon, dans une section de tunnel à quatre voies ;
- avec la ligne 3 à la sortie de la station Chaussée d'Antin, sur la voie direction Villejuif / Ivry, en pointe ;
- avec la ligne 10 à l'entrée de la station Place Monge, sur la voie direction Villejuif / Ivry, en talon ; ce raccordement établi dans un tunnel à double voie a été utilisé en service commercial en 1930-1931; l'une des voies se termine maintenant sur un heurtoir;
- avec la ligne 5 entre les stations Tolbiac et Place d'Italie, sur la voie direction La Courneuve, en pointe ; c'est devenu une position de garage pour les trains de la ligne 5 depuis la mise en service de la boucle d'Italie le 19 janvier 2009 ;
- avec la ligne 6, entre les stations Place d'Italie et Tolbiac, sur la voie direction Villejuif / Ivry, en talon.

### Ateliers

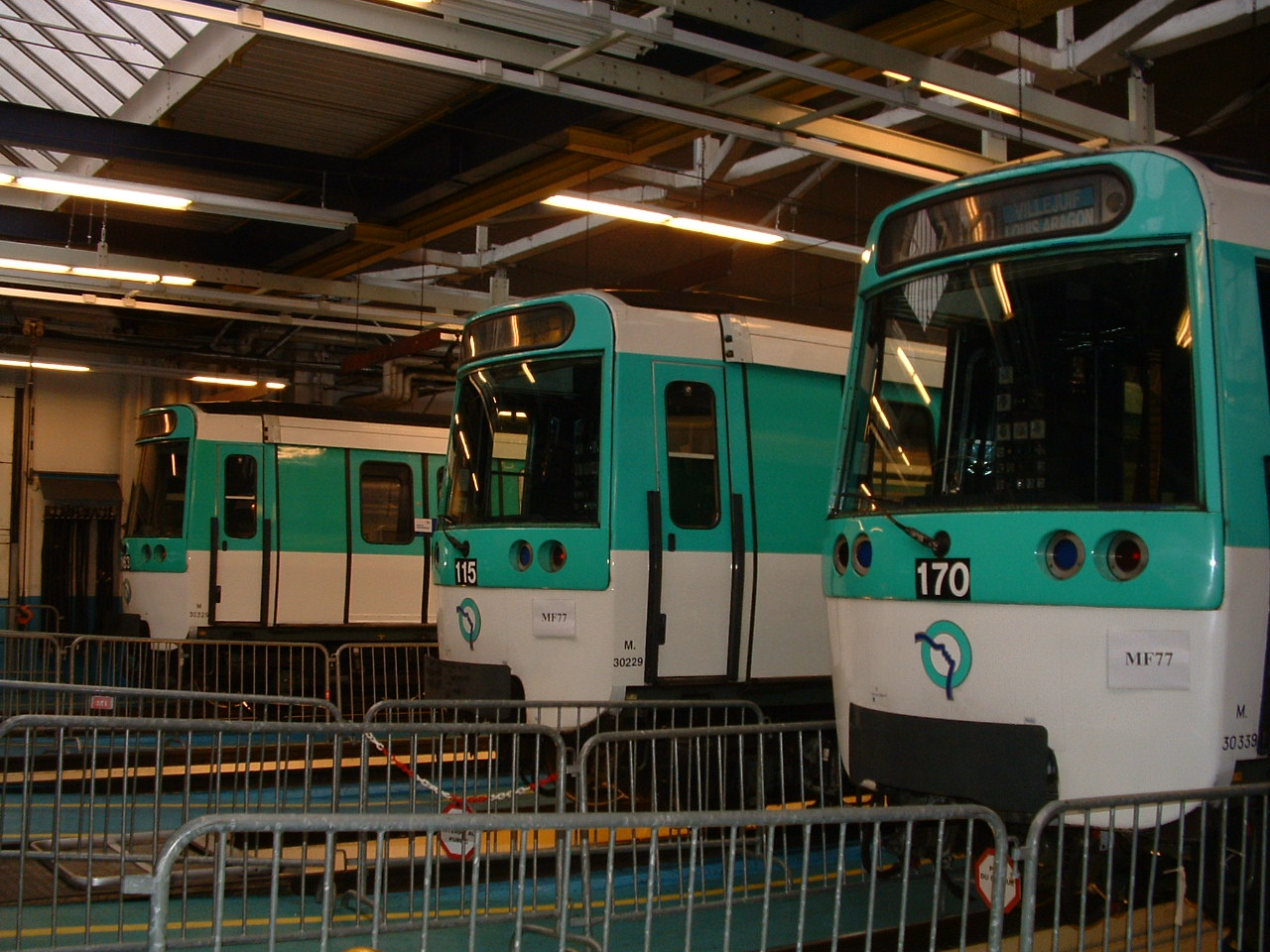
Rames MF 77 aux ateliers de Choisy.

À l'origine, le matériel roulant de la ligne 7 était traité par les ateliers de la Villette. Ils sont raccordés à l'ouest de la station Porte de la Villette. Ils servent aujourd'hui de base d'entretien des voies pour l'ensemble du réseau.
Depuis 1931 et le prolongement de la ligne 7 à la Porte d'Ivry et la construction des ateliers de Choisy, le matériel de la ligne 7 y est entretenu à l'atelier de maintenance (AMT). Ils sont situés dans le XIIIe arrondissement de Paris à proximité du boulevard périphérique, et sont raccordés sur l'arrière-gare de l'ancien terminus. Trois cent trente agents sont affectés à cet atelier en 2007.
La maintenance lourde et la révision régulière (batteries, bobinages, peintures) du matériel de la ligne 7, comme tous les matériels de type MF 77 du réseau, se déroule aux ateliers de Saint-Ouen. Ouverts en 1908, ils sont situés dans la commune de Saint-Ouen-sur-Seine en Seine-Saint-Denis, à proximité du boulevard périphérique, et sont accessibles via un embranchement de la ligne 4. Ils se décomposent en trois entités distinctes : un atelier de maintenance pour les rames de la ligne 4 (AMT), un atelier de révision de l'ensemble des rames MF 77 et des véhicules auxiliaires du métro et un atelier de révision des équipements électroniques de tous les matériels. L'ensemble occupe une surface totale d'environ 34 000 m2. Deux cents agents sont affectés à cet atelier en 2007, hors AMT de la ligne 4.
En décembre 2021 et janvier 2022, une concertation est organisée en vue de la construction d'un nouvel atelier de maintenance d'environ  10 000 m2 comprenant huit voies à La Courneuve au nord des voies en arrière-gare de la station La Courneuve - 8 Mai 1945, dont les travaux auraient lieu de 2026 à 2031.

## Exploitation

### Desserte

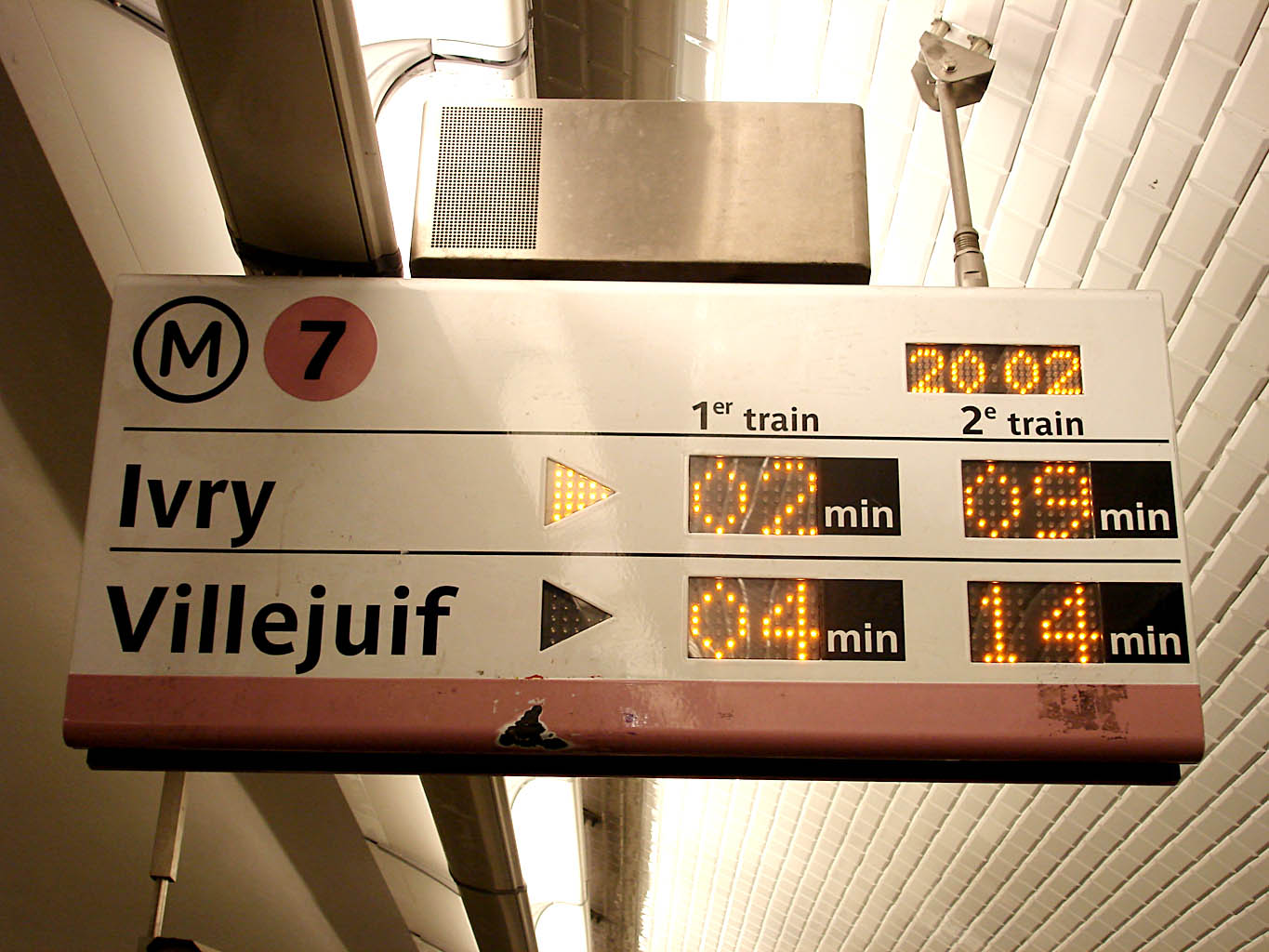
Panneau SIEL à la station Opéra.

En 2008, le parcours complet de la ligne (dans les deux sens) demande entre 48 minutes et 56 minutes en fonction du type de marche A, B, C ou D, de La Courneuve à Mairie d’Ivry comme de La Courneuve à Villejuif – Louis Aragon. Comme sur toutes les principales lignes du métro, le premier départ a lieu de la tête de ligne vers 5 h 30, mais la longueur de la ligne conduit, dans le sens nord-sud, à une première circulation partielle à 5 h 29 au départ de Porte de la Villette. Depuis La Courneuve, le premier départ a lieu à 5 h 29 vers Mairie d’Ivry et à 5 h 33 vers Villejuif – Louis Aragon. Depuis cette station, en sens inverse, le premier départ vers La Courneuve a lieu à 5 h 28 tandis que depuis Mairie d’Ivry le premier départ vers La Courneuve a lieu à 5 h 30.
Le dernier départ de La Courneuve a lieu à 0 h 25 en direction de Villejuif – Louis Aragon et à 0 h 27 en direction de Mairie d’Ivry. Pour le parcours complet de la ligne, le dernier départ de Mairie d’Ivry est fixé à 0 h 20 et de Villejuif – Louis Aragon à 0 h 27. Une dernière circulation partielle a lieu au départ de Mairie d’Ivry à 0 h 33 à destination de Porte de la Villette.
Les nuits des vendredis aux samedis, des samedis aux dimanches et des veilles de fête aux jours de fête, le dernier départ de La Courneuve est fixé à 1 h 29 à destination de Mairie d’Ivry et à 2 h 07 de Place d’Italie à destination de Villejuif – Louis Aragon. Selon des affiches apposées dans les stations, ces nuits-là, à partir de 1 h 00, la branche en direction de Villejuif – Louis Aragon est déconnectée du reste de la ligne 7. Pour un voyageur se rendant vers Villejuif – Louis Aragon, un changement de train à la station Maison Blanche est obligatoire. Ces mêmes nuits, en sens inverse, le dernier départ de Villejuif – Louis Aragon est fixé à 1 h 20 pour Place d’Italie où une correspondance est possible avec le dernier métro venant de Mairie d’Ivry parti à 1 h 28 pour La Courneuve.
L'intervalle moyen entre les rames est de deux à quatre minutes en journée sur le tronc commun, de cinq à sept minutes en extrême soirée, de quatre à cinq minutes le dimanche et de dix minutes les nuits des vendredis aux samedis, des samedis aux dimanches et des veilles de fête aux jours de fête après 0 h 30 (après 1 h 15 les nuits des vendredis aux samedis). Sur chaque branche, les intervalles moyens en journée fluctuent de trois à sept minutes, dix à treize minutes en soirée, sept à neuf minutes le samedi et sept à neuf minutes le dimanche.

### Matériel roulant
À l'ouverture de la ligne le 5 novembre 1910, l'exploitation se déroule avec des rames de cinq voitures dont trois motrices de 10,850 mètres. Mais vu la faiblesse du trafic, des trains de quatre voitures dont deux motrices série 600 sont affectés à la ligne dès le 19 novembre. En 1923, la ligne 7 est exploitée avec des rames de cinq voitures dont trois motrices.
Après la décision de la RATP d'équiper la ligne 3 de MF 67, une deuxième tranche de rames MF 67 est commandée fin 1969 pour l'équipement de la ligne 7. La livraison débute le 14 juin 1971 et s'achève en octobre 1973. La ligne reçoit les 20 rames à adhérence totale de série A ainsi que celles de série C. L'ancien matériel Sprague-Thomson est alors envoyé sur la ligne 12, ce qui permet de réformer le matériel Nord-Sud de cette ligne, dont le dernier train est réformé le 15 mai 1972. Après la ligne 3 de 1974 à 1975, les rames MF 67 deviennent à adhérence partielle avant d'être mutées sur d'autres lignes (ligne 9 pour les formations 2 et lignes 2, 5 et 9 pour les formations 3) pour être remplacées par celles de série F.
La ligne 7 est équipée de rames de type MF 77 à partir du 12 septembre 1979.
Le 11 janvier 2017, Île-de-France Mobilités approuve le financement de la rénovation des 71 rames de la ligne. La mesure, programmée de fin 2018 à 2023, comprend des travaux de rénovation techniques ainsi qu'une remise à neuf de l’aménagement intérieur des rames pour en améliorer le confort. Il est également prévu une modernisation de la livrée extérieure,. La rénovation est confiée par la RATP à l’entreprise clermontoise ACC Ingénierie et Maintenance. La première rame rénovée entre en service le 11 décembre 2018 et devient la première rame du métro parisien ayant reçu la livrée d'Île-de-France Mobilités.
À l'horizon 2033, la ligne 7 devrait recevoir un nouveau matériel, le MF 19.
- Une rame MF 77 quitte la station Louis Blanc (vidéo).

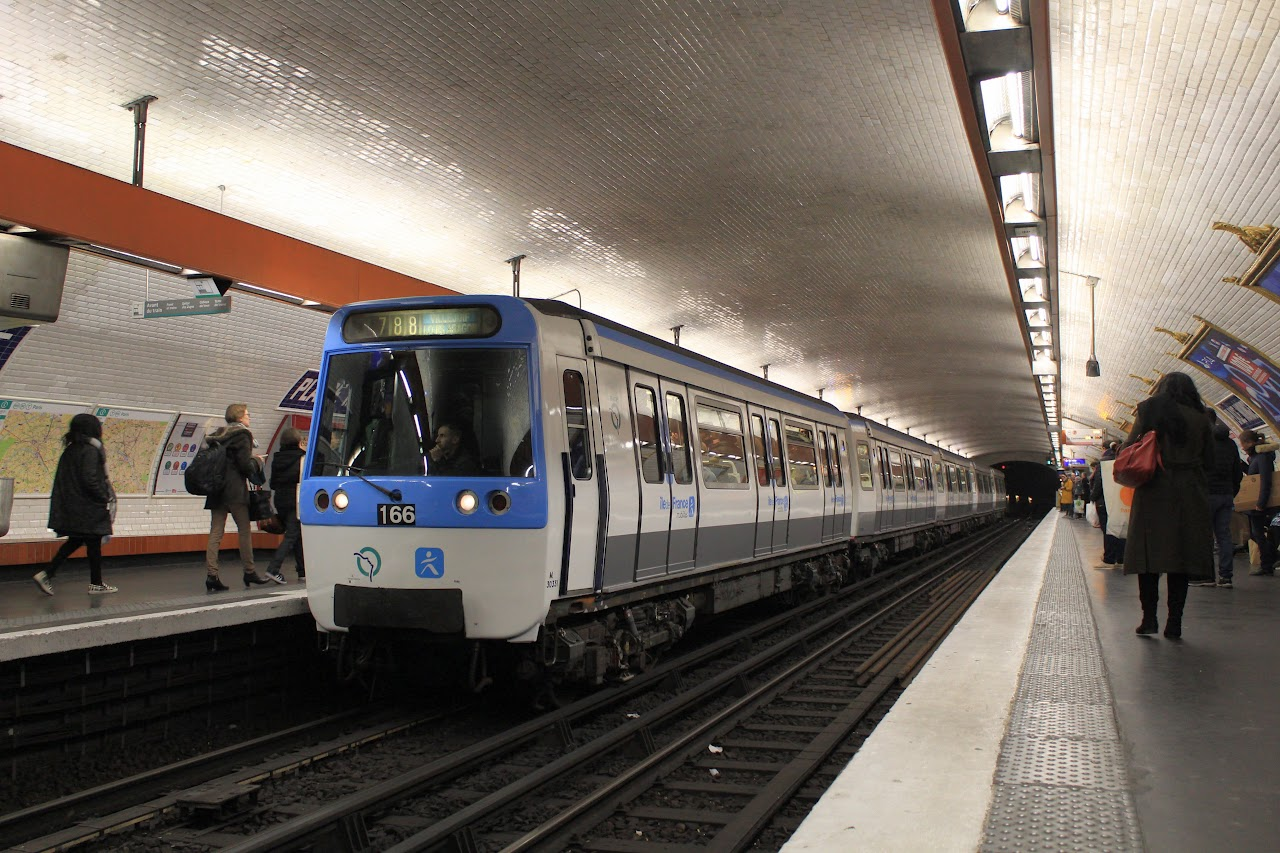
Rame no 166 rénovée avec la livrée d'Île-de-France Mobilités, à la station Place Monge.
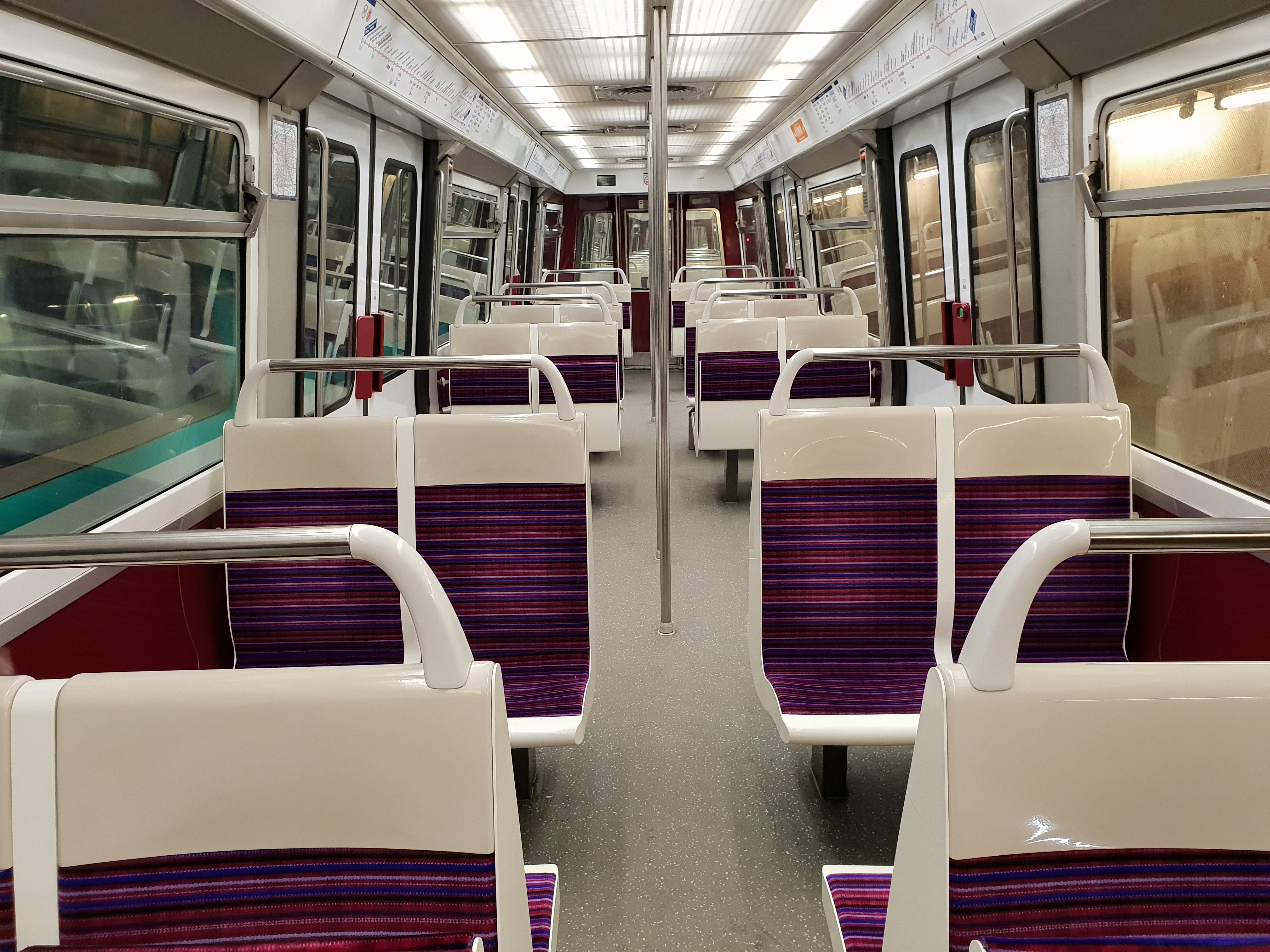
Intérieur des rames rénovées.
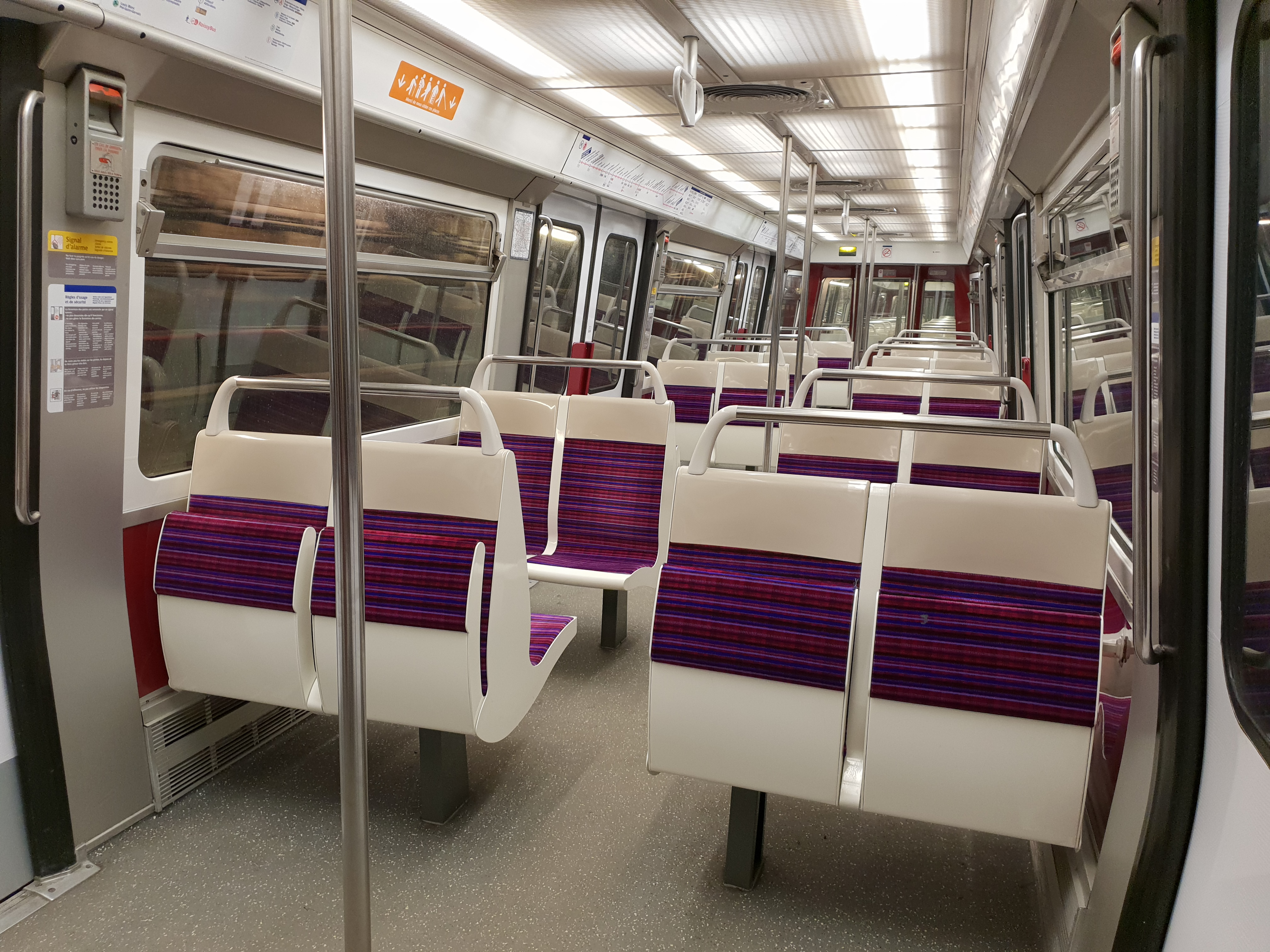
Intérieur des rames rénovées.
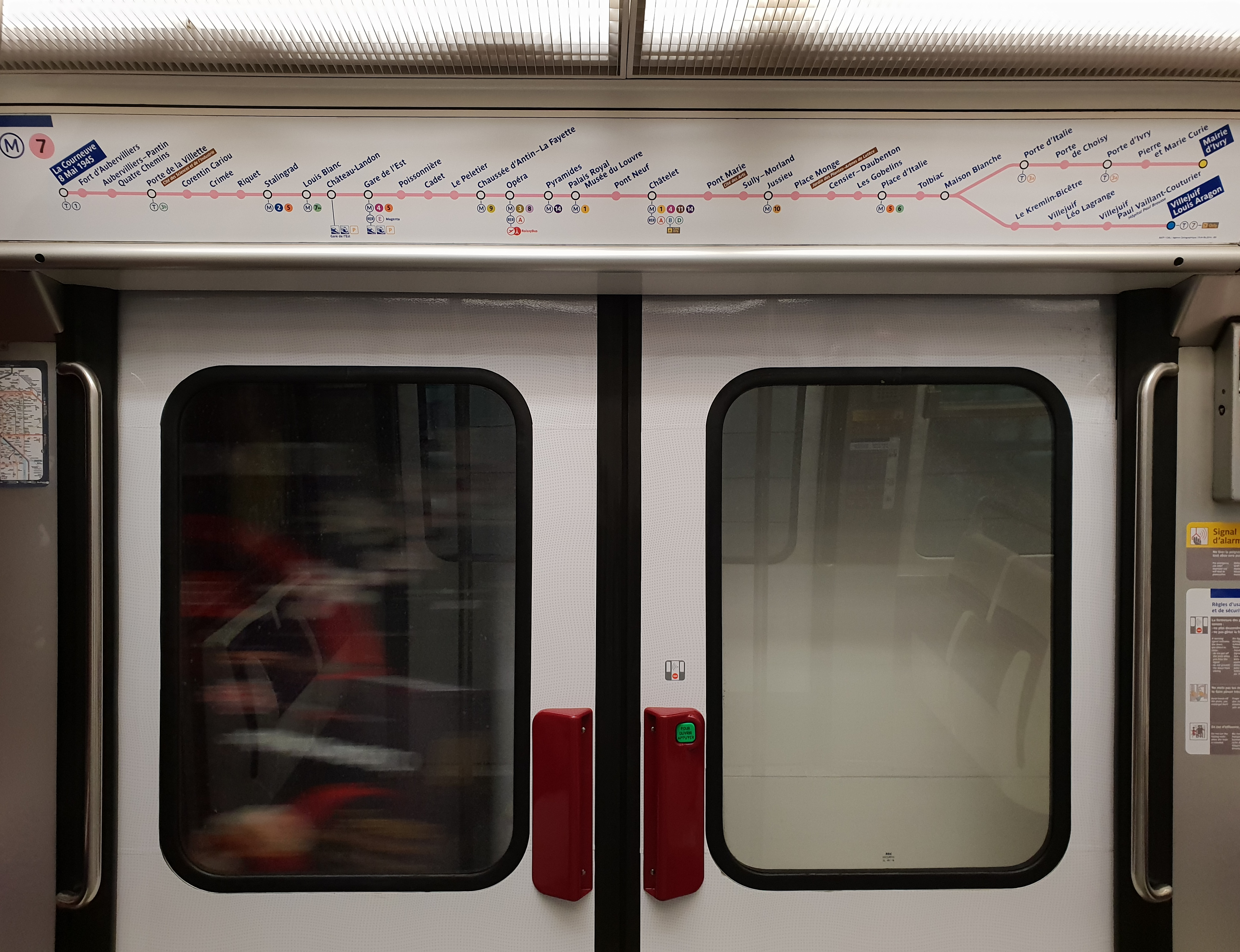
Porte des rames rénovées.

### Le personnel d'exploitation
On distingue deux catégories de personnel : les agents en station et les agents de conduite.
Les agents de station ont pour mission de tenir la caisse, d'assurer le contrôle des voyageurs ainsi que la gestion des lieux, vérification des installations ou autres à définir selon les besoins du service. Quelques agents sont par ailleurs détachés pour la durée du service afin d'assurer les relèves de caisses. Les conducteurs assurent la marche des rames. Le service est assuré sur trois roulements de travail (matin, après-midi, nuit).

### Tarification et financement
La tarification de la ligne est identique à celle en vigueur sur tout le réseau du métro. Un ticket « métro-train-RER », qui remplace le ticket t+ au 1er janvier 2025, permet un trajet simple quelle que soit la distance, avec une ou plusieurs correspondances possibles avec les autres lignes de métro, de Transilien ou de RER pendant une durée maximale de 1 h 30 entre la première et dernière validation. En revanche, un ticket « métro-train-RER » ne permet pas d'emprunter les bus et les tramways, à l'exception des lignes « Tram Express » à titre temporaire.
Le financement du fonctionnement de la ligne (entretien, matériel et charges de personnel) est assuré par l'exploitant. Cependant, les tarifs des billets et abonnements sont limités par choix politique et leur montant ne couvre pas les frais réels de transport. Le manque à gagner est compensé par l'autorité organisatrice, Île-de-France Mobilités, présidée depuis 2005 par le président du conseil régional d'Île-de-France et composé d'élus locaux. Elle définit les conditions générales d'exploitation, ainsi que la durée et la fréquence des services. L'équilibre financier du fonctionnement est assuré par une dotation globale annuelle aux transporteurs de la région grâce au versement mobilité payé par les entreprises et aux contributions des collectivités publiques.

### Trafic
Le trafic de la ligne (incluant la ligne 7 bis) la situe en troisième position du réseau parisien pour sa fréquentation après les lignes 1 et 4,. Cependant, de 1992 à 2004, le trafic est en diminution de 0,3 %, ce qui place la ligne en avant-dernière position en termes de croissance sur le réseau (hors ligne 14).
| Année                              | 1992  | 1993  | 1994  | 1995  | 1996  | 1997  | 1998  | 1999  | 2000  | 2001  | 2002  | 2003  | 2004  | 2009 | 2010  | 2012  | 2014  | 2016  | 2018  | 2022  | 2023  | 2024  |
| Nombre de voyageurs (en millions), | 120,8 | 118,0 | 116,4 | 102,0 | 109,4 | 111,4 | 115,0 | 115,6 | 118,4 | 120,7 | 119,8 | 117,3 | 120,5 | 129  | 133,9 | 137,0 | 132,6 | 133,5 | 136,2 | 114,6 | 122,1 | 124,6 |

Les stations les plus fréquentées desservies par la ligne sont par ordre décroissant (en trafic annuel, toutes lignes incluses) : Gare de l'Est (15,66 millions de voyageurs), Place d'Italie (13,10 millions de voyageurs), Châtelet (12,84 millions) et Opéra (10,47 millions). En 1998, le trafic quotidien de la seule ligne 7 atteint 398 975 voyageurs en moyenne chaque jour ouvrable, 260 033 le samedi et 156 850 le dimanche. En 2003, le trafic annuel atteint 113 611 641 voyageurs, avec un trafic quotidien de 409 534 voyageurs en moyenne chaque jour ouvrable, 280 502 le samedi et 181 751 le dimanche. En 2009, le trafic annuel atteint 129 millions de voyageurs.

## Prolongements envisagés

### Prolongement au nord
Un prolongement est inscrit en phase 2 (horizon 2013-2020) du projet de schéma directeur de la région Île-de-France (SDRIF) adopté en 2008, mais jamais rendu exécutoire. Les études prévoient une extension de 3,7 km le long de la RN 2 avec deux nouvelles stations, l'une à la gare du Bourget (RER B), et la station terminus avec sortie directe sur le parvis du musée de l'Air et de l'Espace pour un coût estimé de 340 M€. Le prolongement de la ligne vers la gare du Bourget, et non plus jusqu'à l'aéroport du Bourget, est inscrit au SDRIF, adopté par le conseil régional d'Île-de-France le 18 octobre 2013 et approuvé par décret après avis du Conseil d'État le 27 décembre 2013. Sa mise en service est envisagée avant 2030. Un tel prolongement permettrait une correspondance avec la ligne 16 et la ligne 17 du Grand Paris Express. Le projet n'a toutefois pas été officiellement lancé par le STIF.
Dans le cadre de la construction d'un nouvel atelier de maintenance des trains, à La Courneuve, pour la réception du futur matériel roulant, le MF 19, la RATP et Île-de-France Mobilités prévoient des mesures conservatoires afin de prolonger la ligne 7 jusqu'à la gare du Bourget. De plus, le Conseil départemental de la Seine-Saint-Denis a exprimé son souhait de concrétisation du prolongement, avec une station supplémentaire.
Liste des stations envisagées du prolongement nord :
|  |   |  | Station                   | Coordonnées                 | Commune      | Correspondances              |
|  | - |  | ------------------------- | --------------------------- | ------------ | ---------------------------- |
|  | • |  | La Courneuve - 8 Mai 1945 | 48° 55′ 15″ N, 2° 24′ 38″ E | La Courneuve | (T) · (1)                    |
|  | • |  | Le Bourget                | 48° 55′ 50″ N, 2° 25′ 20″ E | Le Bourget   | existant : en construction : |
|  | • |  | Mairie de Drancy          | 48° 55′ 23″ N, 2° 26′ 44″ E | Drancy       |                              |

En avril 2023, dans le cadre du Schéma directeur de la Région Île-de-France pour 2040, la région propose de prolonger la ligne au-delà de la gare du Bourget, en la faisant obliquer ensuite vers le sud-est et Drancy.

### Prolongement au sud
Il a été un temps envisagé de prolonger la ligne 14, à conduite automatisée, jusqu'à Maison Blanche et de lui adjoindre la branche sud de la ligne 7 (Villejuif), permettant ainsi à cette dernière de ne plus avoir de branches.
Toutefois, selon le projet de schéma directeur de la région Île-de-France adopté par délibération du Conseil régional d'Île-de-France le 25 septembre 2008, mais jamais rendu exécutoire, et dans le SDRIF, adopté par le conseil régional d'Île-de-France le 18 octobre 2013 et approuvé par décret après avis du Conseil d'État le 27 décembre suivant, ce projet de reprise par la ligne 14 de la branche vers Villejuif - Louis Aragon n'est plus d'actualité. En effet, la décision est prise de prolonger la ligne 14 au sud jusqu'à Orly dans le cadre du Grand Paris Express, mais selon un tout autre tracé, via Villejuif - Gustave Roussy.
Depuis le 16 novembre 2013, les voyageurs peuvent prolonger leur trajet en empruntant en surface, en direction d'Athis-Mons, le tramway de la ligne T7.

### Débranchement de la branche Villejuif - Louis Aragon
En 2022, le maire de Villejuif interpelle Île-de-France Mobilités sur le risque de saturation de la branche de Villejuif de la ligne. L'exploitation en fourche est en effet contraignante et limite la fréquence possible sur chaque branche.
La solution proposée serait de prolonger la ligne 5 depuis son terminus actuel de Place d'Italie et de lui adjoindre l'actuelle branche de Villejuif qui serait détachée de la ligne. La station Mairie d'Ivry redeviendrait ainsi le seul terminus de la ligne. Cette option, qui a fait l'objet d'études par la RATP, n'est cependant pas inscrite en décembre 2022 dans les documents de planification.
Cependant ce projet s'avère compliqué en raison de la boucle de retournement de la ligne 5 à Place d'Italie et de la présence des voies de la ligne 6 au même niveau. Le maire note effectivement que « L'échéance des travaux pour la ligne 5 est très lointaine : on est sur un horizon de plus d'une décennie. ».

## Automatisation
L'automatisation de la ligne est prévue à terme, après la ligne 13.

## Tourisme

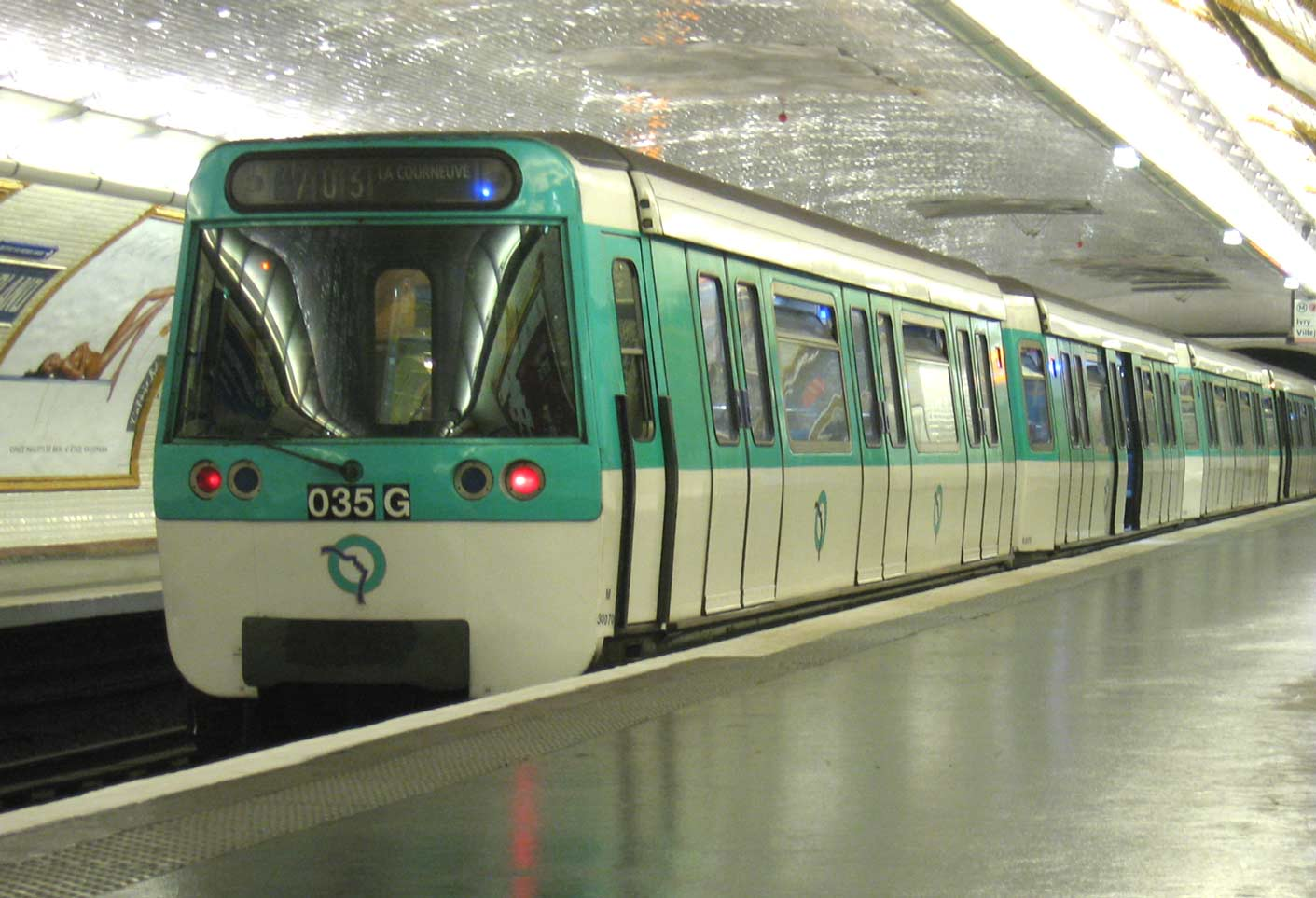
Rame MF 77 à la station Sully - Morland.

La ligne 7 traverse entièrement Paris du nord-est au sud-est et dessert plusieurs lieux d'animation, monuments et quartiers touristiques, dont les principaux sont :
- le parc de la Villette, avec notamment la Cité des sciences et de l'industrie, la Géode et le Cinaxe (station Porte de la Villette) ;
- la rotonde de la Villette et le canal Saint-Martin (station Stalingrad).
- la gare de l'Est (stations Gare de l'Est et Château-Landon) ;
- les grands magasins, avec notamment les Galeries Lafayette Haussmann et le Printemps (station Chaussée d'Antin - La Fayette) ;
- l'Opéra Garnier (station Opéra) ;
- le musée du Louvre (station Palais-Royal - Musée du Louvre) ;
- le pont Neuf et l'hôtel de la Monnaie (station Pont-Neuf) ;
- la place du Châtelet et son quartier (station Châtelet) ;
- les quais de Seine, au sud du quartier du Marais et l'île Saint-Louis (stations Pont Marie et Sully - Morland) ;
- la partie orientale du Quartier latin et les arènes de Lutèce (stations Jussieu, Place Monge et Censier - Daubenton) ;
- la place d'Italie et le quartier de la Butte-aux-Cailles (station Place d'Italie) ;
- le quartier asiatique du sud du 13e arrondissement (stations Porte d'Italie, Porte de Choisy et Porte d'Ivry).